# 3. Dezember
Der 3. Dezember ist der 337. Tag des gregorianischen Kalenders (der 338. in Schaltjahren), somit bleiben 28 Tage bis zum Jahresende.

## Ereignisse

### Politik und Weltgeschehen
- 1425: Böhmische Hussiten zerstören im Landkreis Frankenstein den Ort Wartha und brandschatzen anschließend das Kloster Kamenz.
- 1799: Österreichische Truppen drängen französische Verbände in der Schlacht bei Wiesloch zurück und beenden damit die Belagerung der Festung Philippsburg.

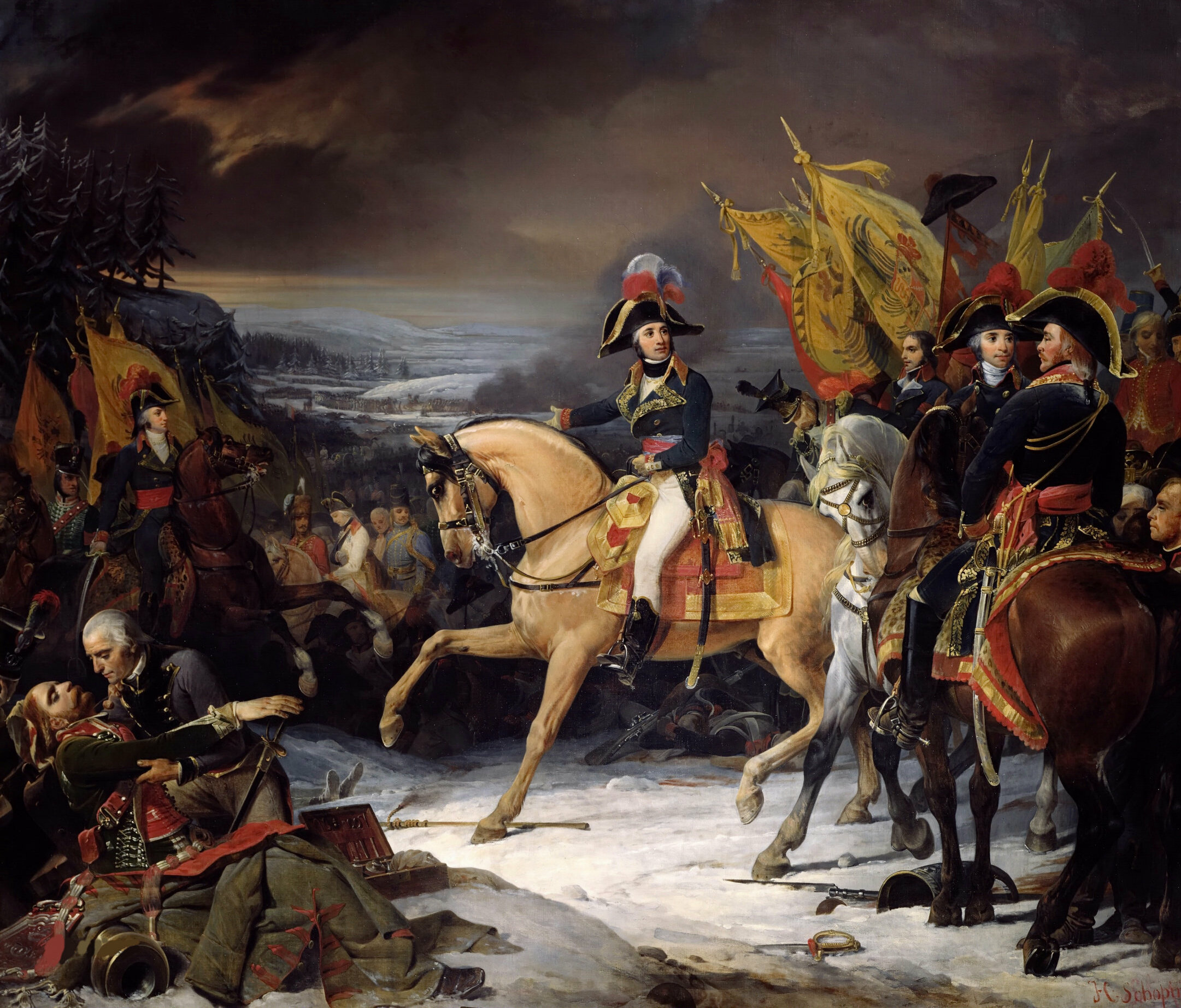
1800: Schlacht bei Hohenlinden

- 1800: Im Zweiten Koalitionskrieg besiegt das französische Heer unter General Jean-Victor Moreau in der Schlacht bei Hohenlinden die von Erzherzog Johann von Österreich kommandierten österreichisch-bayerischen Streitkräfte. Der Erfolg ermöglicht das Vorrücken in Richtung Wien und stärkt das politische Gewicht Napoleon Bonapartes.
- 1810: Der britische Mauritiusfeldzug endet mit der Kapitulation der französischen Truppen. In der Folge werden die Inseln Mauritius und Rodrigues Teil des Britischen Weltreiches.

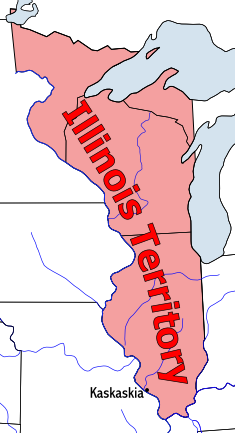
1818: Illinois-Territorium

- 1818: Der südliche Teil des bisherigen Illinois-Territorium wird unter dem Namen Illinois als 21. Mitgliedstaat in die USA aufgenommen. Der nördliche Teil wird dem Michigan-Territorium zugeschlagen.
- 1828: Das Wahlmännergremium entscheidet sich bei der Wahl des US-Präsidenten mit 178 Stimmen für Andrew Jackson. Der amtierende Präsident John Quincy Adams erhält 83 Stimmen.
- 1839: Durch den Tod Friedrichs VI. wird Christian VIII. König von Dänemark.
- 1842: Auf Anweisung des spanischen Regenten Baldomero Espartero wird die Stadt Barcelona zur Niederschlagung eines Aufstands vom Militär 12 Stunden lang unter Beschuss genommen.

1854: Eureka-Stockade-Flagge

- 1854: Der mit Eureka Stockade bezeichnete Aufstand von Diggern in Australien wird von britischen Polizei- und Militärkräften niedergeschlagen. Die Folgen der Erhebung gelten als Auslöser für eine demokratische Entwicklung auf dem fünften Kontinent.
- 1920: Der Vertrag von Alexandropol beendet den kurzen Türkisch-Armenischen Krieg.
- 1944: Nach dem Abzug der deutschen Truppen im Zweiten Weltkrieg aus Griechenland widersetzt sich die Partisanenorganisation ELAS der Entwaffnung durch royalistische Gruppen. Die bis zum 12. Februar 1945 dauernde Schlacht um Athen beginnt.
- 1946: Das Parlament der Provinz Sachsen-Anhalt wählt Erhard Hübener (LDPD) zum Ministerpräsidenten – er ist der einzige nicht der SED angehörende Regierungschef in der SBZ.
- 1950: Nach dem Inkrafttreten der neuen Landesverfassung von West-Berlin wegen der Teilung der Stadt finden erstmals Wahlen zum Berliner Abgeordnetenhaus statt. Dabei erleidet die SPD zwar herbe Verluste, bleibt aber mit 44,7 Prozent der Stimmen klar stärkste Fraktion.
- 1961: Nach massiver Kritik Enver Hoxhas am sowjetischen Kurs der Entstalinisierung bei einem Staatsbesuch in Moskau bricht die Sowjetunion die diplomatischen Beziehungen zu Albanien ab.
- 1964: Bei der Räumung des besetzten Verwaltungsgebäudes der Universität von Kalifornien in Berkeley werden 773 Studierende, die dem Free Speech Movement anhängen, verhaftet. Tausende Studierende solidarisieren sich daraufhin mit den Festgenommenen – ebenso wie 800 Professoren, die die Zahlung der Kaution übernehmen.
- 1970: Der von der Terrororganisation Front de libération du Québec in der Oktoberkrise seit 60 Tagen gefangen gehaltene britische Diplomat James Richard Cross kommt nach Verhandlungen zwischen Polizei und den Terroristen frei. Fünf Bandenmitglieder erhalten freies Geleit nach Kuba.
- 1971: Pakistan bombardiert Ziele in Indien. Daraufhin kommt es im Bangladesch-Krieg auch zu offenen Kampfhandlungen im indisch-westpakistanischen Grenzgebiet.
- 1989: Im Zuge der Wende und friedlichen Revolution in der DDR treten der Generalsekretär Egon Krenz, das Politbüro und das ZK der SED geschlossen zurück.
- 1989: Auf ihrem Gipfeltreffen in Malta verkünden US-Präsident George Bush und Generalsekretär des Zentralkomitees der Kommunistischen Partei der Sowjetunion (KPdSU) Michail Gorbatschow das Ende des Kalten Krieges, Verhandlungen über Abrüstungsverträge und wirtschaftliche Zusammenarbeit.
- 1991: Die Generalversammlung der Vereinten Nationen wählt als ersten Vertreter einer afrikanischen Nation den Ägypter Boutros Boutros-Ghali zum neuen Generalsekretär. Er tritt sein Amt am 1. Januar 1992 an und folgt auf den Peruaner Javier Pérez de Cuéllar.
- 1993: Die ersten Briefbomben des österreichischen Rechtsextremisten Franz Fuchs verletzen den Pfarrer August Janisch und die ORF-Mitarbeiterin Silvana Meixner.

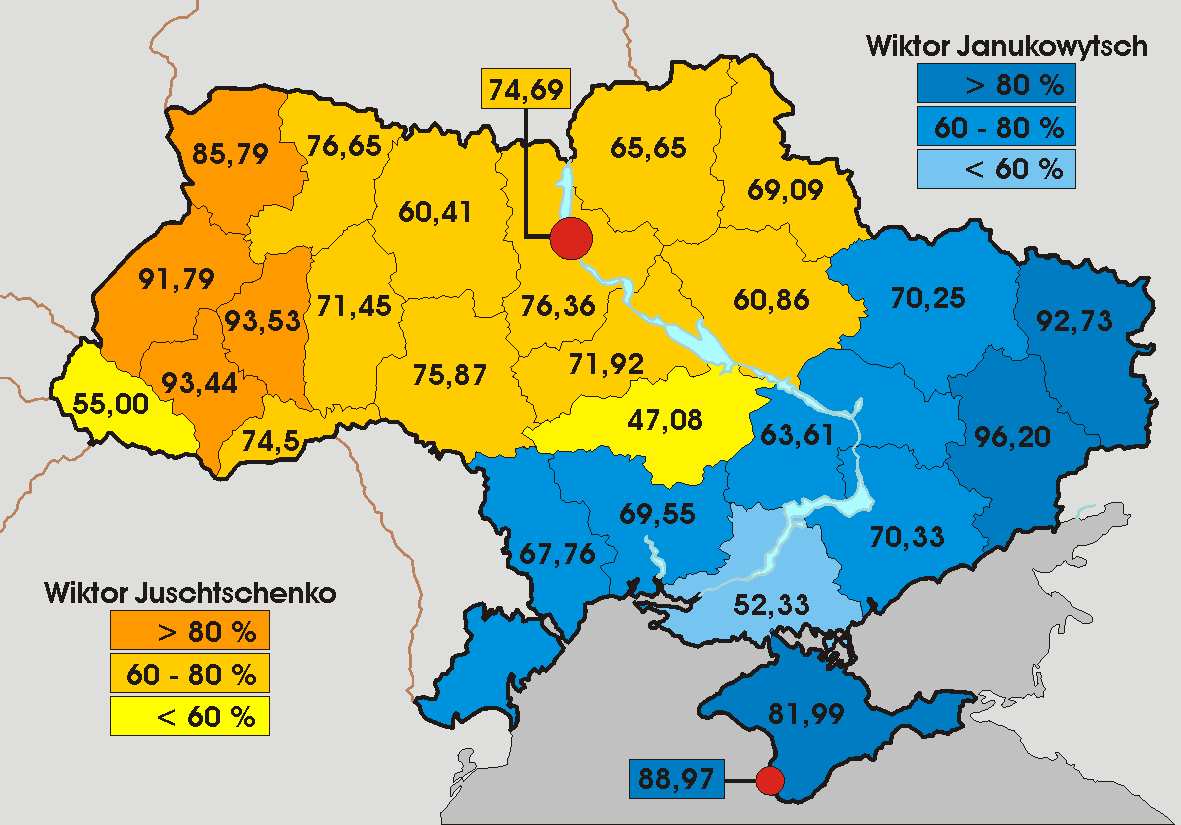
2004: Grafische Auswertung der Stichwahl in der Ukraine

- 2004: Das Richterkollegium des Obersten Gerichts in Kiew erklärt die Stichwahl der Präsidentschaftswahlen vom 21. November in der Ukraine wegen Wahlbetrugs für ungültig und setzt eine erneute Stichwahl zwischen Wiktor Janukowytsch und Wiktor Juschtschenko für den 26. Dezember fest.
- 2007: Auf der indonesischen Insel Bali wird die 13. UN-Weltklimakonferenz eröffnet, auf der bis zum 14. Dezember über Folgeabkommen für das 2012 auslaufende Kyoto-Protokoll verhandelt werden soll.

### Wirtschaft
- 1881: In Bremen wird die Deutsche Dampfschiffahrtsgesellschaft „Hansa“ gegründet.
- 1896: Herman Hollerith gründet die Tabulating Machine Company, ein Vorgängerunternehmen von IBM.
- 2004: Nach Abmahnung durch den deutschen Bundesverband der Verbraucherzentralen wegen Verstoßes gegen das Heilmittelwerbegesetz stellt das US-amerikanische Pharmaunternehmen Pfizer eine Werbekampagne ein, in der höhere Preise für Sortis aufgrund einer besonderen Wirksamkeit gerechtfertigt werden.

### Wissenschaft und Technik
- 1904: Vom kalifornischen Lick-Observatorium aus wird vom Astronomen Charles Dillon Perrine der sechste Jupitermond entdeckt.
- 1908: Ernest Shackleton und seine drei Begleiter entdecken beim Marsch Richtung Südpol im Rahmen der Nimrod-Expedition den Beardmore-Gletscher.
- 1945: Das erste britische Nachkriegs-Verkehrsflugzeug vom Typ Handley Page Hermes wird beim Erstflug getestet und stürzt dabei ab.
- 1967: Dem südafrikanischen Chirurgen Christiaan Barnard gelingt am Groote Schuur Hospital in Kapstadt die erste Herztransplantation bei einem Menschen. Louis Washkansky erhält das Herz des 25-jährigen Unfallopfers Denise Darvall. Trotz gelungener Operation verstirbt der Patient am 21. Dezember an einer Lungenentzündung.

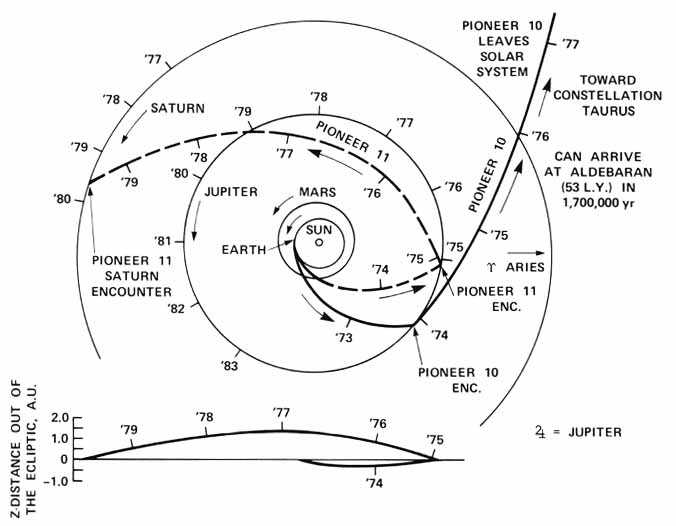
1973/74: Die Flugbahnen von Pioneer 10 und 11

- 1973: Die Raumsonde Pioneer 10 erreicht nach einer Reise von 21 Monaten den Planeten Jupiter und sendet Nahaufnahmen und Daten zur Erde.
- 1974: Die Raumsonde Pioneer 11 fliegt am Jupiter vorbei und setzt ihren Flug Richtung Saturn fort.
- 1991: In der Galaxie Messier 84 im Sternbild Jungfrau wird eine Supernova entdeckt.
- 1992: Der Ingenieur Neil Papworth verschickt die weltweit erste Kurzmitteilung (SMS) mit dem Text „Merry Christmas“ von einem PC an ein Orbitel TPU 901 Mobiltelefon im britischen Vodafone-Netz.
- 1999: Die NASA-Raumsonde Mars Polar Lander beginnt mit dem Abstieg zum Mars. Nach der Landung kann jedoch weder Kontakt zur Raumsonde, noch zu den beiden kurz zuvor abgekoppelten Deep Space 2-Penetratoren Amundsen und Scott hergestellt werden.

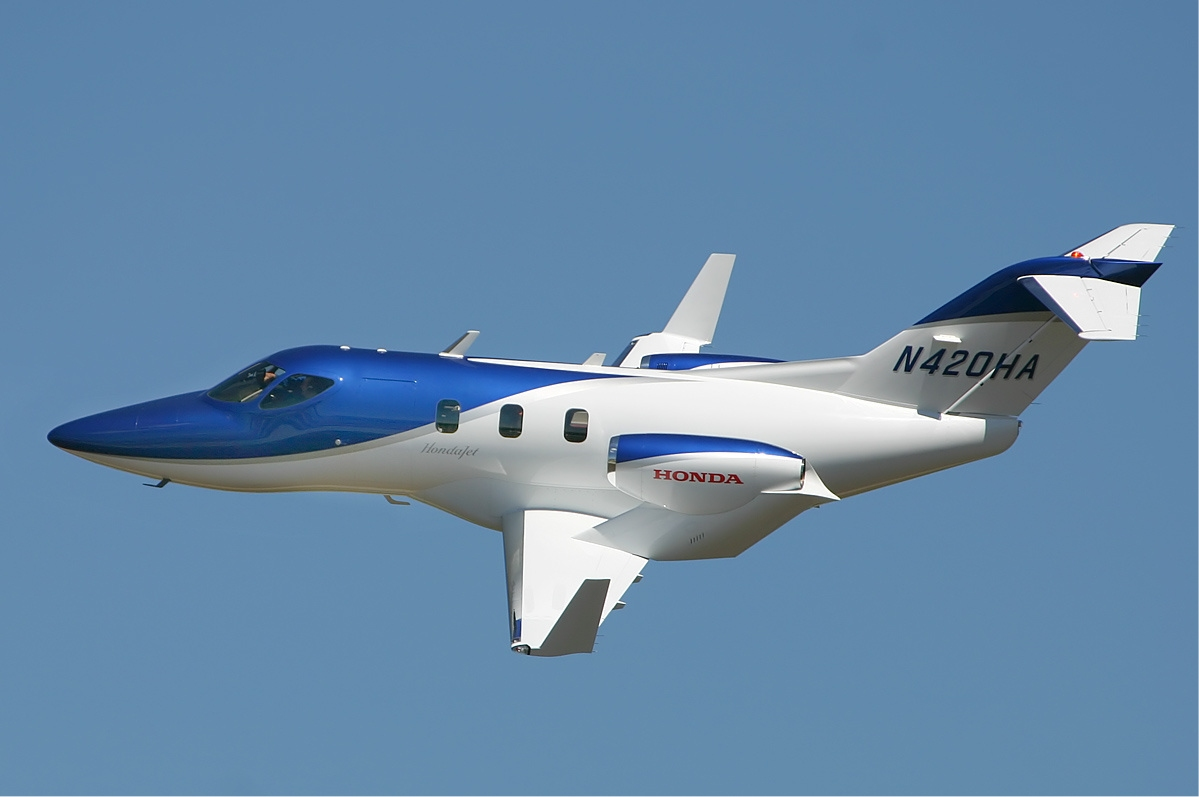
2003: Honda HA-420

- 2003: Das zweistrahlige Geschäftsreiseflugzeug Honda HA-420 startet zu seinem Erstflug.
- 2006: Der höchste Kamin Deutschlands, der 337 Meter hohe Kamin des ehemaligen Kraftwerks in Westerholt wird gesprengt. Es handelt sich um das höchste freistehende Bauwerk, das jemals kontrolliert gesprengt worden ist.

### Kultur
- 1841: In München findet die Uraufführung der tragischen Oper Catarina Cornaro, Königin von Cypern von Franz Lachner statt.

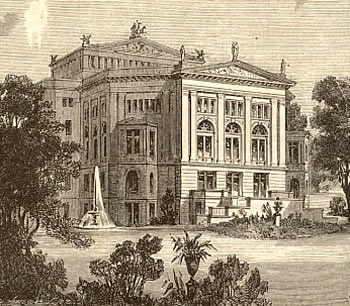
1864: Das neue Wallner-Theater

- 1864: Das von Intendant Franz Wallner nach Plänen des Architekten Eduard Titz neu errichtete Wallner-Theater in Berlin wird eröffnet.
- 1887: In Amsterdam gibt der Circus Carré im Theater Carré seine erste Vorstellung. Das Theater entsteht als festes Quartier des Zirkus über die Wintermonate.
- 1918: Bruno Beye, César Klein, Max Pechstein und andere gründen in Berlin die revolutionäre Künstlervereinigung Novembergruppe.
- 1930: Am Berliner Metropol Theater wird Franz Lehárs Operette Schön ist die Welt uraufgeführt.
- 1947: In New York wird das Drama Endstation Sehnsucht von Tennessee Williams uraufgeführt.
- 1955: In Louisville, Kentucky, erfolgt die Uraufführung der Oper Die Schule der Frauen von Rolf Liebermann nach der gleichnamigen Komödie von Molière.
- 1960: Das Musical Camelot von Frederick Loewe und Alan Jay Lerner wird im New Yorker Majestic Theatre uraufgeführt.
- 1960: Das Thalia Theater in Hamburg wird neu eröffnet
- 1965: Die Beatles veröffentlichen ihr sechstes Album Rubber Soul.
- 1987: Der Film Cobra Verde von Werner Herzog mit Klaus Kinski hat in Deutschland Premiere.

### Religion

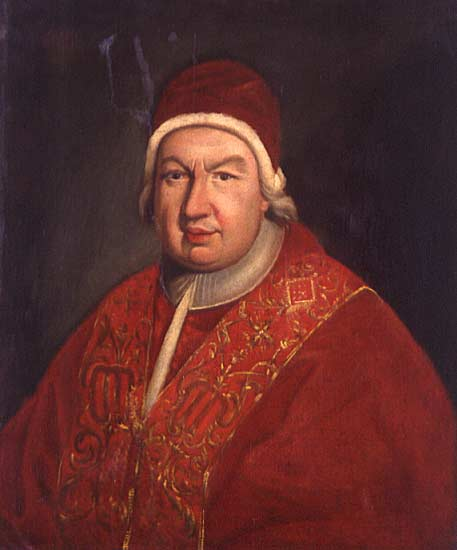
1740: Papst Benedikt XIV.

- 1740: Papst Benedikt XIV. begründet in der römisch-katholischen Kirche die Tradition der Enzykliken. Das erste Lehrschreiben unter dem Titel Ubi primum befasst sich mit den Pflichten der Bischöfe und ihrer Amtsführung.
- 1880: Papst Leo XIII. veröffentlicht die Enzyklika Sancta Dei civitas über die Missionsgesellschaften. Darin ermuntert er die Bischöfe, „das Brot mit den Menschen zu teilen“.

### Katastrophen
- 1315: In L’Aquila richtet ein Erdbeben Schäden an – die erste derartige Katastrophe in Dokumenten der Stadt.
- 1972: Auf Teneriffa verunglückt ein Charterflugzeug der Spantax beim Start; alle 148 Passagiere und 7 Besatzungsmitglieder sterben.
- 1984: In einer Pestizidfabrik der US-amerikanischen Union Carbide im indischen Bhopal kommt es in der Nacht vom 2. Dezember zu einem verheerenden Giftgasunfall, bei dem 40 Tonnen eines hochgiftigen Gasgemischs entweichen, das 8.000 Menschen sofort tötet. Im Verlauf der nächsten 20 Jahre sterben weitere 20.000 Menschen an Folgekrankheiten.
- 1992: Der griechische Öltanker Aegean Sea läuft bei Sturm nahe der spanischen Stadt A Coruña auf Grund und zerbricht. Die herausquellende Ladung verursacht auf einer Länge von 300 Kilometern an der Küste eine Ölpest.

Kleinere Unglücksfälle sind in den Unterartikeln von Katastrophe und in der Liste von Katastrophen aufgeführt.

### Natur und Umwelt

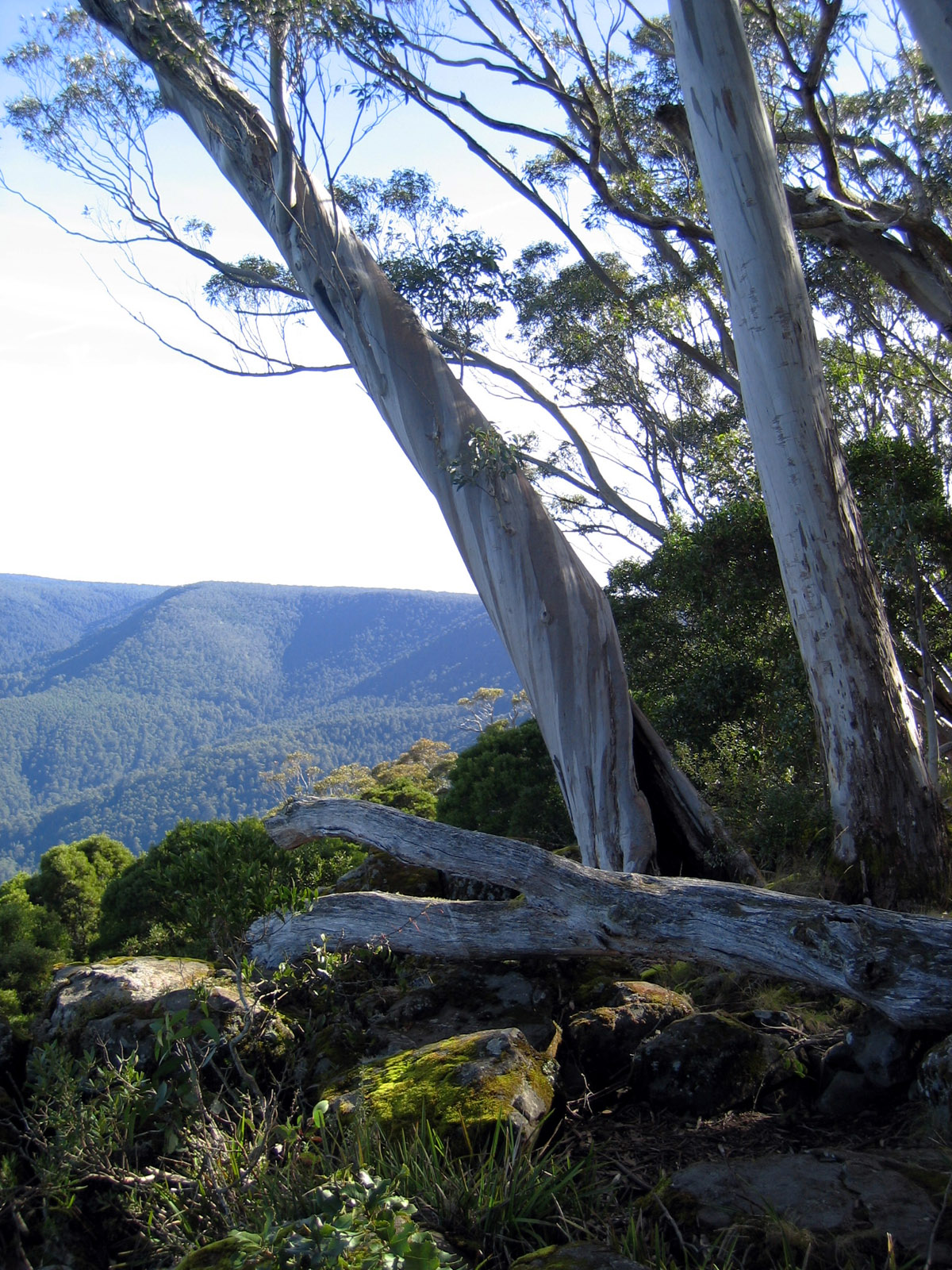
1969: Blick über den Nationalpark

- 1969: Der Barrington-Tops-Nationalpark entsteht im australischen New South Wales.

### Sport
- 1905: Zoltán von Halmay schwimmt in Wien eine Zeit von 1:05,8 Minuten über 100 Meter Freistil, die als Ausgangszeit für alle weiteren Rekorde gilt und fast drei Jahre lang Bestand hat. Am 20. Juli 1908 schwimmt in London der US-Amerikaner Charles Daniel bei den Olympischen Sommerspielen 1908 diese Strecke in 01:05,6 Minuten.
- 1906: Der italienische Fußballverein FC Turin wird gegründet.
- 1921: Der ägyptische Fußballverband wird gegründet.
- 1934: Der Schweizer Eishockey-Verein EHC Kloten wird gegründet.
- 1935: Max Euwe gewinnt die als Perle von Zandvoort bekannt gewordene 26. Partie um die Schachweltmeisterschaft gegen Titelverteidiger Aljechin.

Einträge von Leichtathletik-Weltrekorden befinden sich unter der jeweiligen Disziplin unter Leichtathletik.

## Geboren

### Vor dem 18. Jahrhundert

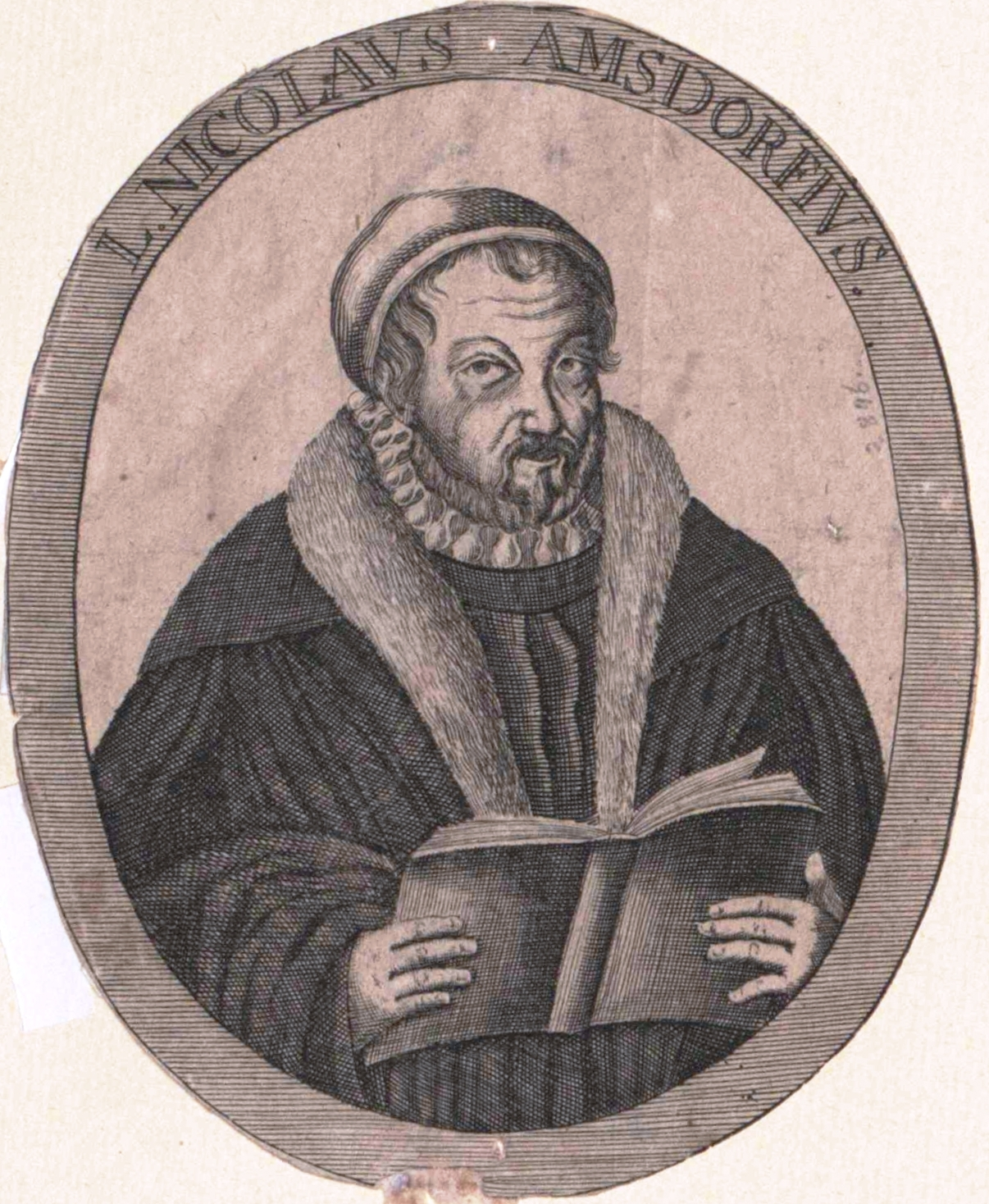
Nikolaus von Amsdorf (* 1483)

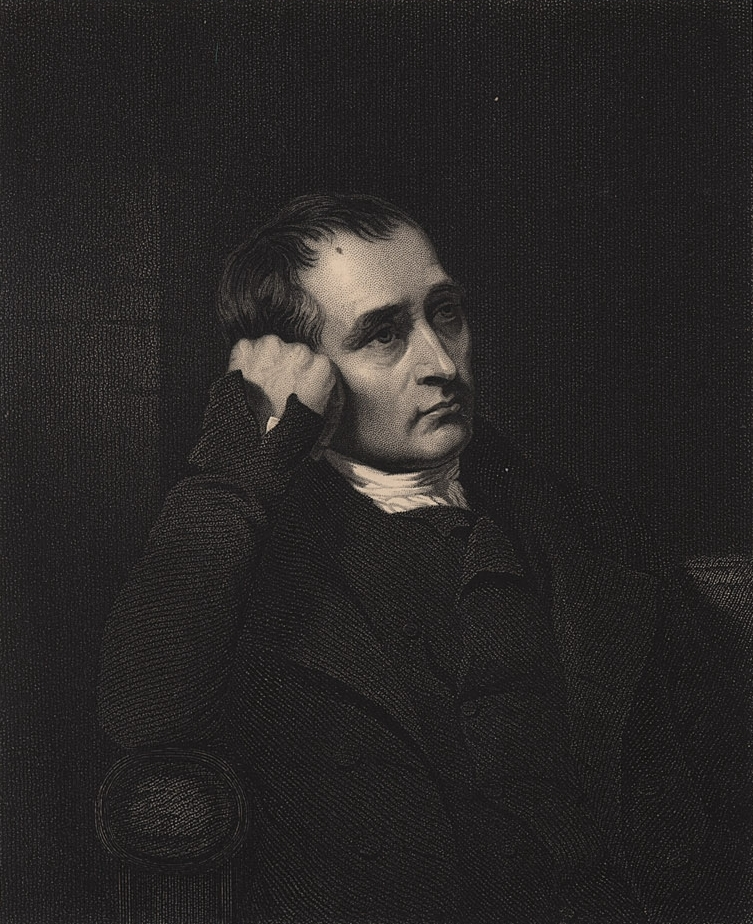
Samuel Crompton (* 1753)

- 1358: Scheich Bedreddin, islamischer Theologe und Philosoph
- 1368: Karl VI., König von Frankreich
- 1447: Bayezid II., Sultan des Osmanischen Reichs
- 1483: Nikolaus von Amsdorf, deutscher Reformator
- 1525: Justus Jonas der Jüngere, deutscher Jurist und Diplomat
- 1570: Simon Ulrich Pistoris, Rechtswissenschaftler und kursächsischer Diplomat
- 1579: Levin Ludwig von Hahn, Hofbeamter und Soldat
- 1579: Otto von Preen, deutscher Jurist und Hofbeamter
- 1616: John Wallis, englischer Mathematiker
- 1621: Bohuslav Ludvík Balbín, tschechischer Jesuit, Literat und Historiker, Erdkundler, Nationalist und Verfechter der tschechischen Sprache
- 1625: Jack Adams englischer Astrologe
- 1641: Konrad Samuel Schurzfleisch, deutscher Historiker, Polyhistor und Bibliothekar
- 1645: Michael Stephan Radziejowski, Bischof von Ermland, Erzbischof von Gnesen und Primas von Polen-Litauen
- 1650: August, Dompropst von Magdeburg
- 1655: Graf Johann Philipp von Isenburg-Offenbach, Regent der Grafschaft Isenburg
- 1668: Friedrich Opfergeldt, deutscher Theologe und Geistlicher
- 1681: Elisabeth von Sachsen-Meiningen, Prinzessin von Sachsen-Meiningen und Äbtissin von Gandersheim
- 1693: Claus von Reventlow, dänisch-deutscher Jurist, Präsident des Højesteret und Domherr in Lübeck
- 1697: Johann Hencke, österreichischer Orgelbauer

### 18. Jahrhundert
- 1710: Siegfried Cäso von Aeminga, deutscher Rechtswissenschaftler
- 1717: Friedrich Gottlieb Zoller deutscher Rechtswissenschaftler
- 1722: Gregorius Skoworoda, ukrainischer Philosoph, Dichter und Musiker
- 1729: Karl Friedrich Flögel, deutscher Kultur- und Literaturhistoriker
- 1730: Gottfried Eitel Ludwig von Humbracht, österreichischer Feldmarschallleutnant
- 1733: Joseph Brown, US-amerikanischer Astronom und Professor an der Brown University
- 1733: Robert Goldsborough, Delegierter von Maryland im Kontinentalkongress
- 1734: Karl Josef Anton Leodegar von Bachmann, Schweizer Militär in französischen Diensten
- 1741: Jonathan Arnold, US-amerikanischer Arzt und Politiker
- 1745: Franz Anton Ernst, böhmischer Komponist
- 1748 oder 1749: Gottlieb Welté, deutscher Landschaftsmaler und Radierer
- 1749: Francisco Javier de Lizana y Beaumont, spanischer Bischof, Erzbischof von Mexiko und Vizekönig von Neuspanien
- 1750: Johann Martin Miller, deutscher Theologe und Schriftsteller
- 1752: George Cabot, US-amerikanischer Politiker
- 1753: Samuel Crompton, britischer Erfinder der Spinnmaschine
- 1753: Franz Xaver von Leibes, deutscher katholischer Geistlicher und Hochschullehrer
- 1755: Gilbert Stuart, US-amerikanischer Maler
- 1756: Aaron Ogden, US-amerikanischer Politiker
- 1756: Franz Xaver Mezler, deutscher Mediziner
- 1758: Louis Adam, französischer Komponist und Klaviervirtuose
- 1758: Joseph Gelinek, tschechischer Komponist und Pianist
- 1763: Jean-Alexandre-Guillaume Leresche, Schweizer evangelischer Geistlicher, Hochschullehrer und Politiker
- 1764: Auguste Karoline Friederike Luise, Prinzessin von Württemberg
- 1764: Mary Ann Lamb, britische Schriftstellerin
- 1768: Xaver Bernauer, deutscher Orgelbauer
- 1774: Joseph Friedrich von Palombini, italienischer General unter Napoleon
- 1777: Heinrich Escher, Schweizer Kaufmann und Politiker
- 1787: Eduard von Lannoy, flämisch-österreichischer Schriftsteller, Musikpädagoge, Dirigent und Komponist
- 1800: France Prešeren, slowenischer Dichter

### 19. Jahrhundert

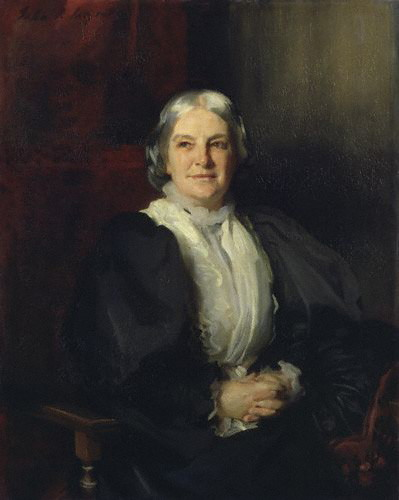
Octavia Hill
(* 1838)

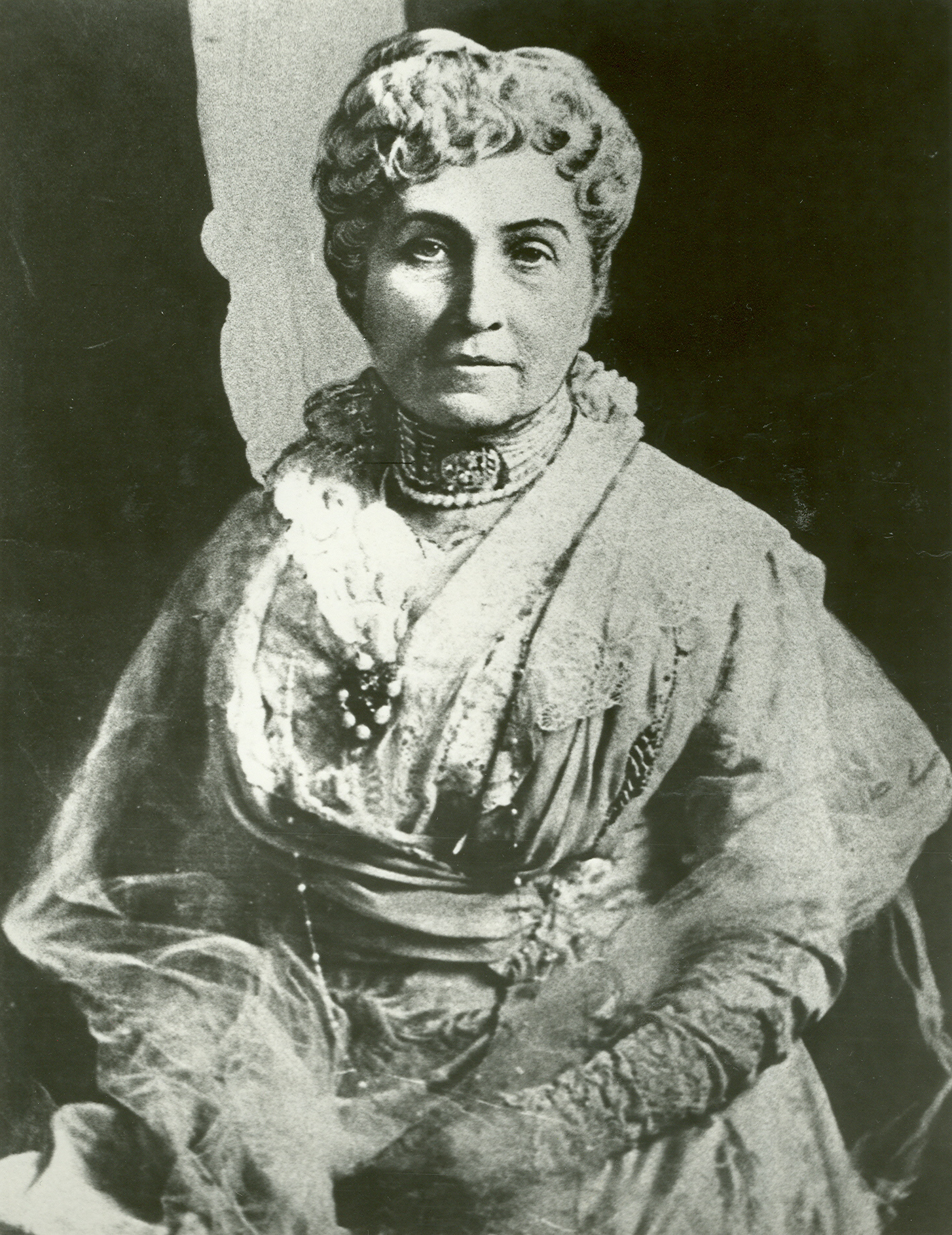
Phoebe Hearst (1842–1919)

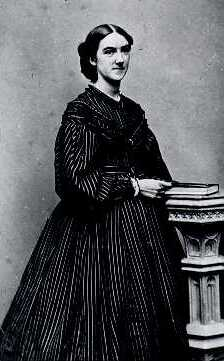
Ellen Swallow Richards (1842–1911)

#### 1801–1850
- 1809: Samuel Adler, deutscher Rabbiner
- 1810: Francisco Dueñas Díaz, Präsident von El Salvador
- 1811: Eduard Bendemann, deutscher Maler
- 1811: Julius Ewald, deutscher Geologe und Paläontologe
- 1815: Franziska Jarke, deutsche Schriftstellerin
- 1818: Max von Pettenkofer, deutscher Chemiker und Hygieniker
- 1819: Abe Masahiro, japanischer Politiker
- 1819: Daniel Chwolson, russischer Orientalist und Altertumsforscher
- 1820: Albrecht Rudolf Rüetschi, Schweizer evangelischer Geistlicher und Hochschullehrer
- 1822: Korla Awgust Kocor, sorbischer Komponist
- 1824: Wilhelm Christoph Adolf Schenck zu Schweinsberg, Kreisrat im Großherzogtum Hessen
- 1826: George B. McClellan, US-amerikanischer Oberbefehlshaber der Unionsstreitkräfte und Gouverneur von New Jersey
- 1831: Léon Prévost, französischer Komponist
- 1833: August Wilhelm Theodor Adam, deutscher Musikdirektor
- 1836: Luise von Preußen, preußische Prinzessin und polnische Fürstin
- 1838: Cleveland Abbe, US-amerikanischer Astronom und Meteorologe
- 1838: Octavia Hill, britische Sozialreformerin, Begründerin des National Trust
- 1840: Alexander Strakosch, österreichischer Theaterschauspieler und Rezitator
- 1842: Carl Haber, deutscher Genossenschafter
- 1842: Phoebe Hearst, US-amerikanische Philanthropin, Förderin der Frauenbildung
- 1842: Ellen Swallow Richards, US-amerikanische Chemikerin und Ökologin
- 1843: William Gatacre, britischer General
- 1845: Sophie Junghans, deutsche Schriftstellerin
- 1847: Johann Martin Schmid, deutscher Orgelbauer
- 1848: August Müller, deutscher Orientalist

#### 1851–1900
- 1851: Gustav Schönleber, deutscher Maler
- 1855: Ina von Bentivegni, deutsche Schriftstellerin und Lehrerin
- 1857: Joseph Conrad, polnisch-britischer Schriftsteller
- 1857: Mathilde Kralik, österreichische Komponistin
- 1857: Bruno von Schuckmann, deutscher Politiker und Gouverneur von Deutsch-Südwestafrika
- 1859: Josef Cyrill Sychra, tschechischer Komponist, Organist, Chorleiter und Musikpädagoge
- 1860: Wilhelm Sievers, deutscher Geograph und Forschungsreisender
- 1864: Herman Heijermans, niederländischer Dramatiker, Schriftsteller, Journalist und Intendant
- 1865: Gustav Jenner, deutscher Komponist und Dirigent
- 1867: William John Bowser, kanadischer Politiker
- 1869: Anne Brigman, US-amerikanische Fotografin
- 1871: Newton Diehl Baker junior, US-amerikanischer Politiker
- 1872: Guido Holzknecht, österreichischer Arzt und Radiologe
- 1874: Erich Jacques Wolff, österreichischer Komponist
- 1875: Bernhard Lichtenberg, deutscher Priester, Widerstandskämpfer
- 1876: August Lämmle, deutscher Mundartdichter
- 1878: Elsbeth Borchart, deutsche Schriftstellerin
- 1880: Albert Kirchmayer, deutscher Architekt
- 1880: Fedor von Bock, deutscher Generalfeldmarschall
- 1881: Henry Fillmore, US-amerikanischer Komponist, Posaunist und Kapellmeister
- 1882: Edmond Audemars, schweizerischer Radrennfahrer, Flugpionier und Unternehmer
- 1882: Heinrich Jalowetz, österreichischer Dirigent und Komponist
- 1883: Marie von Buddenbrock, deutsche Kunstmalerin und Illustratorin
- 1883: Anton Webern, österreichischer Komponist
- 1884: Gisela Klingmüller, deutsche Malerin
- 1884: Rajendra Prasad, indischer Staatspräsident
- 1884: Walther Stampfli, Schweizer Politiker
- 1885: Edward Lasker, US-amerikanischer Elektroingenieur, Schach- und Go-Spieler
- 1886ː Marianna von Allesch,
- 1886: Karl Manne Siegbahn, schwedischer Physiker
- 1887: Richard Becker, deutscher Physiker
- 1888: Isaak HaLevy Herzog, erster Großrabbiner Irlands
- 1888: Algernon Kingscote, britischer Tennisspieler
- 1889: Spencer Wishart, US-amerikanischer Automobilrennfahrer
- 1891: Oscar Han, rumänischer Autor und Bildhauer
- 1891: Mieczysław Szaleski, polnischer Bratschist und Musikpädagoge
- 1892: Lola Landau, deutsche Schriftstellerin
- 1892: Leonardus Syttin, russischer Sportschütze
- 1893: Julius Bissier, deutscher Künstler
- 1895: Teller Ammons, US-amerikanischer Politiker
- 1895: Anna Freud, österreichische Psychoanalytikerin
- 1896: Wolf Bloem, deutscher Landschaftsmaler, Aquarellist und Grafiker
- 1896: Carlo Schmid, deutscher Politiker und Staatsrechtler, MdB, Landes- und Bundesminister

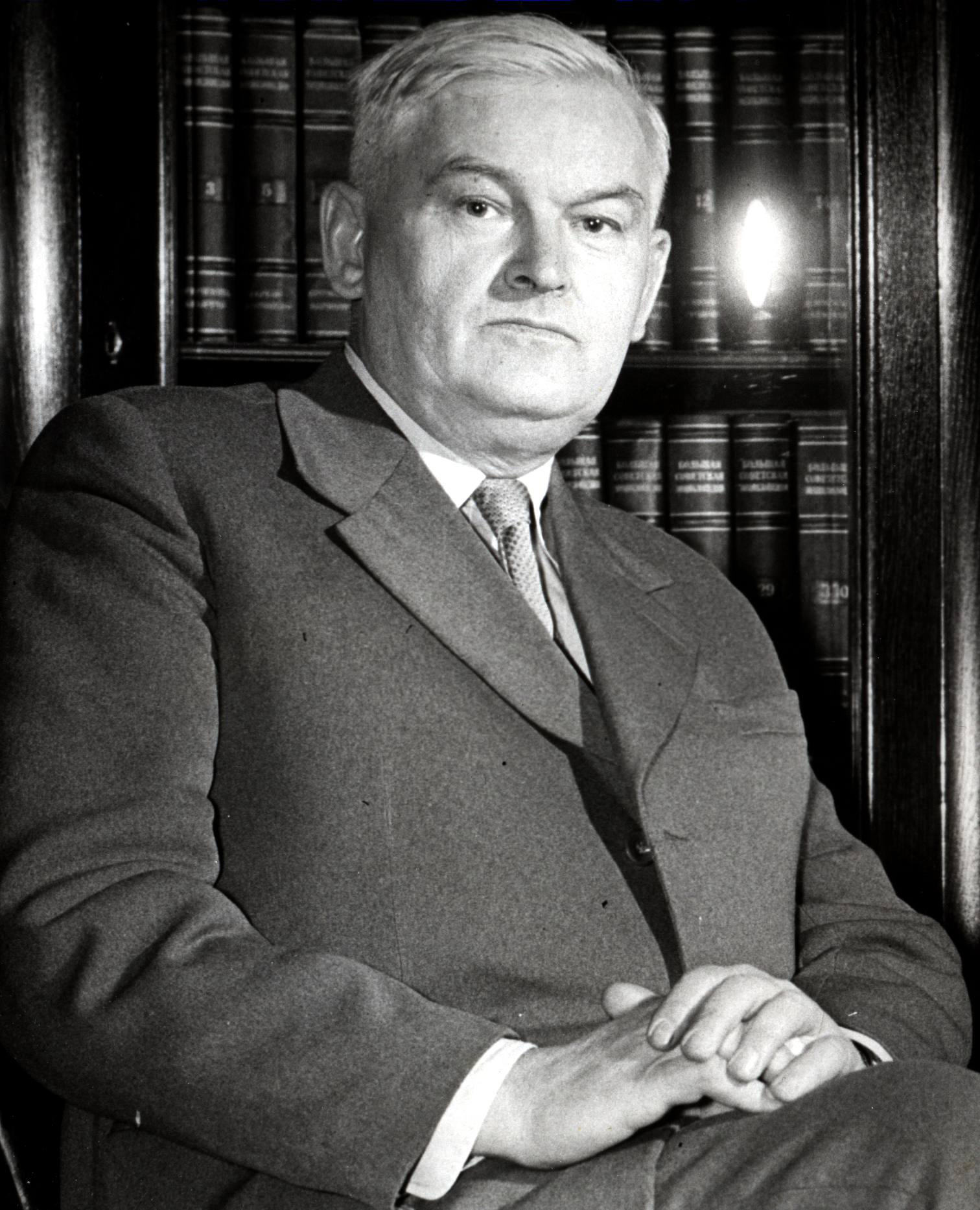
Bolesław Szabelski
(* 1896)

- 1896: Bolesław Szabelski, polnischer Komponist
- 1896: Martin Wagenschein, deutscher Pädagoge
- 1897: Kate O’Brien, irische Schriftstellerin
- 1898: Bertrand de Faucigny-Lucinge, französischer Adeliger und Automobilrennfahrer
- 1898: Arnold Fischer, deutscher Politiker
- 1898: Emil Frey, Schweizer Unternehmer
- 1898: Lew Knipper, russischer Komponist
- 1898: Fritz Steuben, deutscher Schriftsteller
- 1900: Ulrich Inderbinen, Schweizer Bergsteiger und Bergführer
- 1900: Richard Kuhn, österreichischer Chemiker

### 20. Jahrhundert

#### 1901–1925
- 1901: Eugen Hund, deutscher politischer Funktionär
- 1901: Mildred Wiley, US-amerikanische Hochspringerin
- 1902: Boris Schimeliowitsch, sowjetischer Arzt
- 1903: Eva Gräfin Finck von Finckenstein, deutsche Politikerin, MdB
- 1904: Erich Recknagel, deutscher Skispringer und Nordischer Kombinierer
- 1905: Julius Speer, deutscher Forstwissenschaftler und Wissenschaftsorganisator
- 1906: Marie-Charlotte Wasmuht, deutsche Politikerin, MdL
- 1907: Connee Boswell, US-amerikanische Schauspielerin, Blues- und Jazz-Sängerin
- 1907: Bror Marklund, schwedischer Bildhauer
- 1908: Walter Nehb, deutscher Sprinter
- 1908: Anna Sten, russische Schauspielerin
- 1909: Wladimir Awramow, bulgarischer Geiger und Musikpädagoge
- 1909: Charlotte Kretschmann, deutsche Altersrekordlerin
- 1910: Jean Emily Henley, US-amerikanische Anästhesistin
- 1911: Ray Hanken, US-amerikanischer American-Football-Spieler
- 1911: Nino Rota, italienischer Komponist
- 1912: Helmut Kindler, deutscher Verleger
- 1912: Wilfrid Perraudin, französischer Maler
- 1914: Irving Fine, US-amerikanischer Komponist
- 1914: Kaisa Parviainen, finnische Speerwerferin
- 1915: James D. Hodgson, US-amerikanischer Politiker
- 1917: Wilhelm Brasse, polnischer Fotograf
- 1918: Lester Koenig, US-amerikanischer Musikproduzent
- 1919: Hans Bunge, deutscher Regisseur und Dramaturg
- 1919: Hetty Plümacher, deutsche Opernsängerin
- 1920: Eduardo Francisco Pironio, argentinischer Priester und Kurienkardinal
- 1920: Traute Sense, deutsche Schauspielerin
- 1920: Werner Vick, deutscher Handballspieler und -trainer
- 1921: Phyllis Curtin, US-amerikanische Opernsängerin (Sopran) und Musikpädagogin
- 1921: Mykola Dossenko, sowjetischer bzw. ukrainischer Schauspieler
- 1922: Walter Kremershof, deutscher Eishockeyspieler
- 1922: Len Lesser, US-amerikanischer Schauspieler
- 1922: Muriel Millard, kanadische Schauspielerin, Sängerin, Tänzerin und Malerin
- 1922: Sven Nykvist, schwedischer Kameramann
- 1923: Carl de Groof, österreichischer Komponist und Orchesterleiter
- 1923: Wolfgang Neuss, deutscher Kabarettist
- 1924: John W. Backus, US-amerikanischer Informatiker
- 1924: Wiel Coerver, niederländischer Fußballspieler
- 1924: Roberto Mieres, argentinischer Automobilrennfahrer
- 1924: Al Oster, kanadischer Folk- und Rockabilly-Musiker
- 1925: Dede Allen, US-amerikanische Filmeditorin

#### 1926–1950
- 1926: Joachim Dalsass, italienischer Politiker
- 1926: Ostara Körner, deutsche Schauspielerin
- 1926: Mechthild Mannewitz, deutsche Malerin
- 1927: Janusz Dolny, polnischer Pianist und Musikpädagoge
- 1927: Ferlin Husky, US-amerikanischer Sänger
- 1927: Andy Williams, US-amerikanischer Sänger
- 1928: Christoph-Adolf Fürus, deutscher Generalmajor
- 1928: Joachim Nottke, deutscher Autor, Schauspieler und Synchronsprecher
- 1929ː Monika Krauße-Anderson, deutsche Filmregisseurin und Architektin
- 1929: Werner Rackwitz, deutscher Opernintendant und Kulturpolitiker
- 1929: Corrado Viciani, italienischer Fußballspieler und -trainer
- 1930: Frédéric Etsou-Nzabi-Bamungwabi, Erzbischof von Kinshasa und Kardinal
- 1930: Jean-Luc Godard, französischer Regisseur
- 1930: Francesco Perrone, italienischer Langstreckenläufer
- 1930: Werner Remmers, deutscher Volkswirt und Politiker, MdL, Landesminister
- 1931: Franz Josef Degenhardt, deutscher Liedermacher, Schriftsteller und Rechtsanwalt
- 1931: Jolene Unsoeld, US-amerikanische Politikerin
- 1932: Delbert Barker, US-amerikanischer Country- und Rockabilly-Musiker
- 1932: Virginia Baxter, US-amerikanische Eiskunstläuferin
- 1932: Corry Brokken, niederländische Richterin, Chanson- und Schlagersängerin, Radio- und Fernsehmoderatorin
- 1932: Gaetano Starrabba, italienischer Automobilrennfahrer
- 1933: Paul J. Crutzen, niederländischer Meteorologe

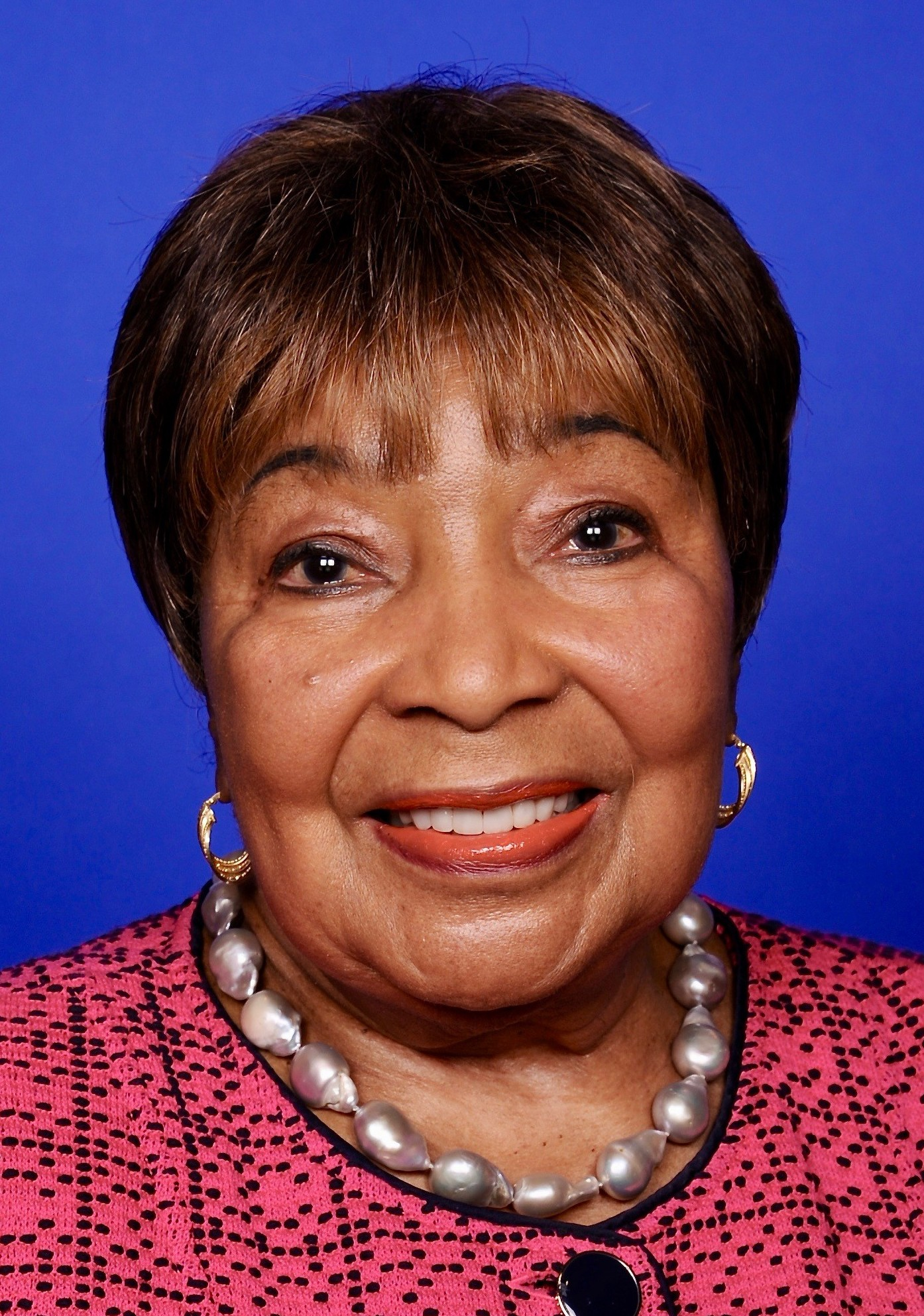
Eddie Bernice Johnson (* 1935)

- 1934: Wiktor Wassiljewitsch Gorbatko, sowjetischer Kosmonaut
- 1934: Hans Saner, Schweizer Philosoph
- 1934: Lorenz Stolzenbach, deutscher Komponist und Organist
- 1934: Paul Weier, Schweizer Springreiter
- 1935: Eddie Bernice Johnson, US-amerikanische Politikerin
- 1935: Maria Rita Saulle, italienische Juristin, Richterin und Hochschullehrerin
- 1936: John Arpin, kanadischer Komponist, Pianist, Musiker, Arrangeur und Entertainer
- 1936: Klaus J. Jacobs, deutsch-schweizerischer Unternehmer
- 1936: Sonja Sperl, deutsche Skirennläuferin
- 1937: Bobby Allison, US-amerikanischer Automobilrennfahrer
- 1937: Bobby Boyd, US-amerikanischer American-Football-Spieler
- 1938: José Serebrier, uruguayischer Dirigent und Komponist
- 1938: Gernot Weser, deutscher Motorradrennfahrer
- 1939: Johanna Köhler, deutsche Politikerin
- 1939: John Paul senior, US-amerikanischer Automobilrennfahrer und Drogenhändler
- 1940: Jacques Auxiette, französischer Politiker
- 1940: Manuela Ferreira Leite, portugiesische Wirtschaftswissenschaftlerin und Politikerin
- 1941: Eduard Prinz von Anhalt, deutscher Journalist
- 1941: René Wicky, Schweizer Volksmusikproduzent und Akkordeonspieler
- 1942: Alice Schwarzer, deutsche Journalistin
- 1942: Frank Sels, belgischer Comiczeichner und -autor
- 1943: Cécile Bühlmann, Schweizer Politikerin
- 1943: Zdenko Kobešćak, jugoslawisch-kroatischer Fußballspieler
- 1944: Olaf Friedrich Eckehard Anders, deutscher Mediziner
- 1944: Ayo-Maria Atoyebi, ghanaischer Bischof
- 1944: Jesper Bøje Christensen, dänischer Cembalist und Musikforscher
- 1944: Ralph McTell, britischer Musiker, Sänger und Songschreiber
- 1945: Jørn Krab, dänischer Ruderer
- 1947: Heinrich Walcher, österreichischer Maler und Musiker
- 1948: Ari Trausti Guðmundsson, isländischer Philosoph, Geologe und Schriftsteller
- 1948: Ove Joensen, färöische Ruderer
- 1948: Renate Klöppel, deutsche Schriftstellerin
- 1948: Bärbel Narnhammer, deutsche Politikerin
- 1948: Ozzy Osbourne, britischer Rocksänger und Songschreiber
- 1949: John Akii-Bua, ugandischer Leichtathlet
- 1949: Barbara Blida, polnische Politikerin
- 1949: Cécile Bühlmann, Schweizer Politikerin

#### 1951–1975
- 1951: Harald Neubauer, deutscher Politiker und Journalist
- 1952: Markus Gisler, Schweizer Journalist und Moderator
- 1952: Karin Graf, deutsche Literaturagentin
- 1952: Bruno Jonas, deutscher Kabarettist
- 1953: Franz Klammer, österreichischer Skirennläufer
- 1955: Melody Anderson, kanadische Schauspielerin
- 1955: Piero Nappi, italienischer Automobilrennfahrer
- 1955: Alberto Tarantini, argentinischer Fußballspieler
- 1955: Steven Culp, US-amerikanischer Schauspieler
- 1955: Jiří Sobotka, tschechischer Bildhauer
- 1956: Charles M. Huber, deutscher Schauspieler und Politiker
- 1956: Mario Wirz, deutscher Schriftsteller
- 1958: Georg Austen, deutscher Theologe
- 1958: Otto Becker, deutscher Springreiter
- 1958: Janice Ettle, amerikanische Leichtathletin
- 1960: Daryl Hannah, US-amerikanische Schauspielerin
- 1960: Julianne Moore, US-amerikanische Schauspielerin
- 1961: Richard Olivier, englischer Regisseur, Drehbuchautor und Schauspieler
- 1961: Adal Ramones, mexikanischer Fernsehmoderator und -produzent, Regisseur und Komiker
- 1962: Andreas Reinke, deutscher Ruderer
- 1962: Georgi Swiridenko, belarussischer Handballspieler und -trainer
- 1963: Sissi Perlinger, deutsche Schauspielerin
- 1963: Terri Schiavo, US-amerikanische Wachkoma-Patientin
- 1964: Franz Tscherne, österreichischer Schauspieler und Regisseur
- 1965: Raimond Hilger, deutscher Eishockeyspieler

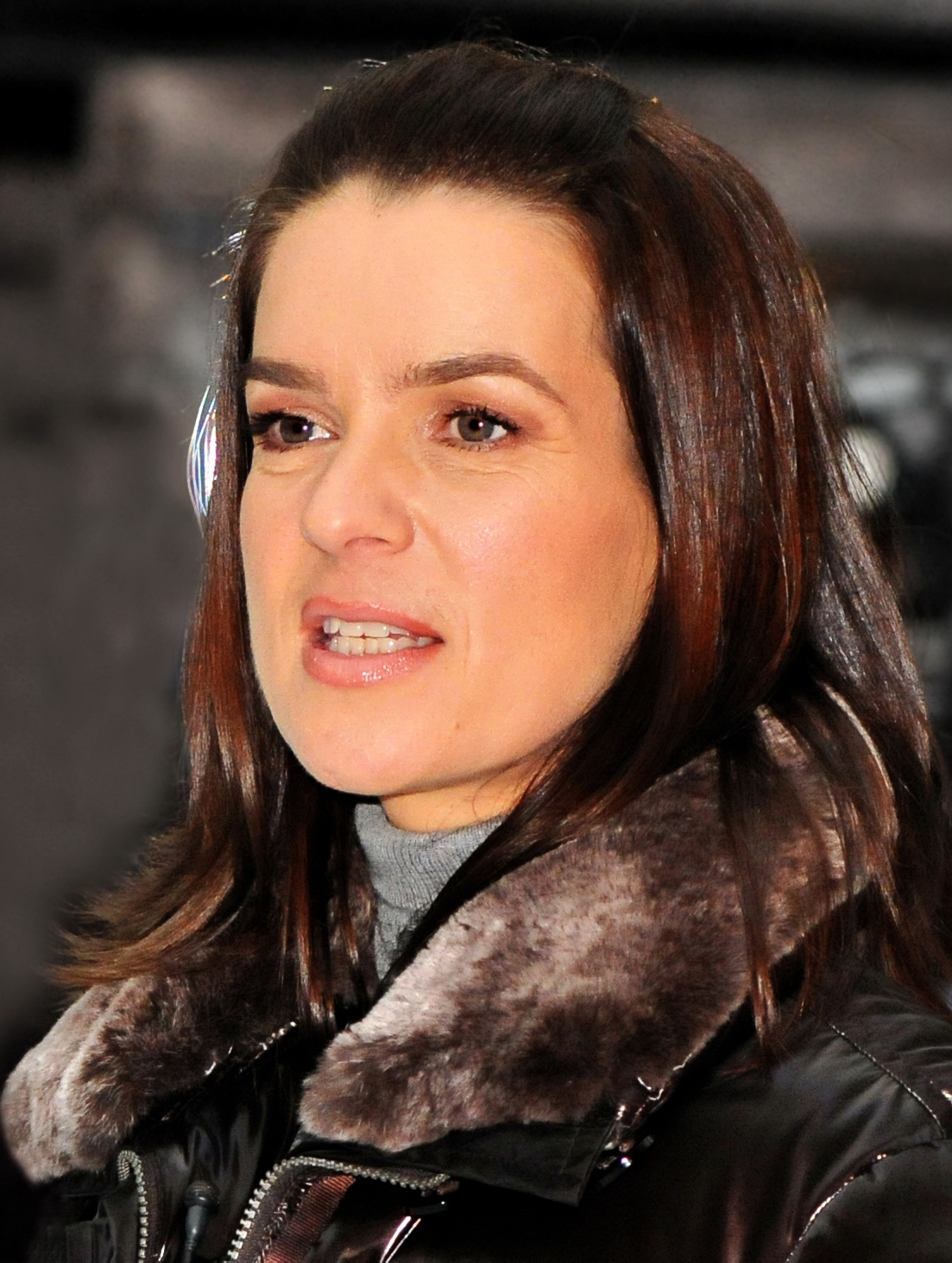
Katarina Witt (* 1965)

- 1965: Katarina Witt, deutsche Eiskunstläuferin
- 1966: Bernd Althusmann, deutscher Politiker (CDU)
- 1966: Flemming Povlsen, dänischer Fußballspieler
- 1967: Marie Françoise Ouedraogo, burkinische Mathematikerin und Politikerin
- 1968: Brendan Fraser, US-amerikanisch-kanadischer Schauspieler
- 1968: Manabu Orido, japanischer Automobilrennfahrer
- 1968: Janeene Vickers, US-amerikanische Leichtathletin
- 1969: Dagmar Andres, deutsche Politikerin
- 1969: Thomas Forstner österreichischer Sänger
- 1970: Dirk Heinen, deutscher Fußballspieler
- 1970: Christian Karembeu, französischer Fußballspieler
- 1970: Markus Matzerath, deutscher Politiker
- 1971: Heiko Herrlich, deutscher Fußballspieler
- 1971: Ola Rapace, schwedischer Schauspieler
- 1972: Bucky Lasek, US-amerikanischer Skateboarder
- 1972: Rebekka Reinhard, deutsche Philosophin
- 1973: Holly Marie Combs, US-amerikanische Schauspielerin und Produzentin
- 1974: Albena Denkowa, bulgarische Eiskunstläuferin
- 1974: Roland Opfer, deutscher Ruderer
- 1975: Mickey Avalon, US-amerikanischer Rap-Künstler
- 1975: Miriam Gruß, deutsche Politikerin, MdB
- 1975: Andrei Istrățescu, rumänischer Schachspieler

#### 1976–2000
- 1976: Mark Boucher, südafrikanischer Cricketspieler
- 1977: Dillon Battistini, britischer Automobilrennfahrer
- 1977: Adam Małysz, polnischer Skispringer
- 1978: Christoph Bautz, deutscher Schauspieler
- 1978: Eva Briegel, deutsche Sängerin
- 1979: Daniel Bedingfield, neuseeländischer Popsänger
- 1979: Rainbow Sun Francks, kanadischer Schauspieler
- 1979: Katharina Ley, deutsche Schauspielerin
- 1979: Tristan Seith, deutscher Schauspieler
- 1980: Iulian Apostol, rumänischer Fußballspieler
- 1980: Joyce Malebogo Arone, botswanische Badmintonspielerin
- 1980: Anna Chlumsky, US-amerikanische Schauspielerin

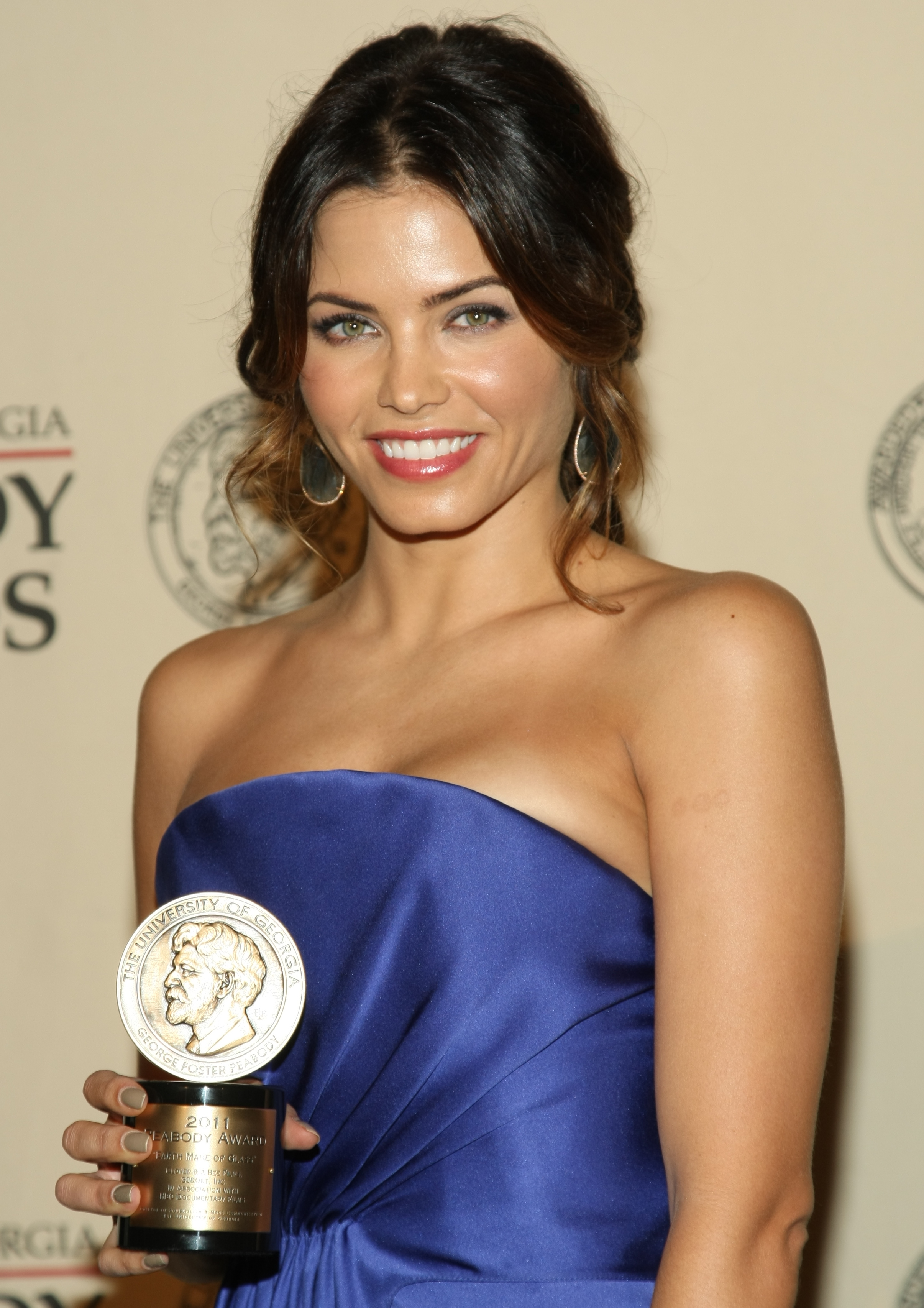
Jenna Dewan (* 1980)

- 1980: Jenna Dewan, US-amerikanische Tänzerin und Schauspielerin
- 1981: Ioannis Amanatidis, griechischer Fußballspieler
- 1981: Choi Heung-chul, koreanischer Skispringer
- 1981: David Villa, spanischer Fußballspieler
- 1982: Choi Yong-jik, südkoreanischer Skispringer
- 1982: Michael Essien, ghanaischer Fußballspieler
- 1984: Juan Pablo Francia, argentinischer Fußballspieler
- 1984: Avraam Papadopoulos, griechischer Fußballspieler
- 1985: Josep Gómes, andorranischer Fußballspieler
- 1985: Amanda Seyfried, US-amerikanische Schauspielerin
- 1986: Jürgen Müller, deutscher Handballspieler
- 1986: Toyokazu Shibata, japanischer Dartspieler
- 1987: Michael Angarano, US-amerikanischer Schauspieler
- 1988: Kevin Alexander Clark, US-amerikanischer Schauspieler und Musiker
- 1988: Hermas Muvunyi, ruandischer Leichtathlet
- 1989: Barbara Krzoska, deutsche Schauspielerin
- 1990: Christian Benteke, belgischer Fußballspieler
- 1990: Fausto Rossi, italienischer Fußballspieler
- 1990: Anna Sergejewna Sen, russische Handballspielerin
- 1990: Mike Tauchman, US-amerikanischer Baseballspieler
- 1990: Nick Yelloly, britischer Automobilrennfahrer
- 1991: Matthias Sommer, deutscher Bobfahrer
- 1992: Daniel Abt, deutscher Automobilrennfahrer
- 1992: Birte Glißmann, deutsche Politikerin der CDU
- 1994: Ieva Adomavičiūtė, litauische Ruderin
- 1994: Jake T. Austin, US-amerikanischer Schauspieler
- 1994: Lila Lapanja, US-amerikanische Skirennläuferin
- 1994: Matthieu Vaxivière, französischer Automobilrennfahrer
- 1995: Timon Wellenreuther, deutscher Fußballspieler
- 1996: Dajana Dengscherz, österreichische Skirennläuferin
- 1996: Ewa Pajor, polnische Fußballspielerin
- 1997: Jan Denli, Schweizer Tänzer und Entertainer
- 1997: Eryk Hampel, polnischer Sprinter
- 1998: Tereza Vinklárková, tschechische Biathletin
- 2000: Greta Martinelli, italienische Ruderin

### 21. Jahrhundert
- 2007: Carlotta von Falkenhayn, deutsche Schauspielerin

## Gestorben

### Vor dem 16. Jahrhundert

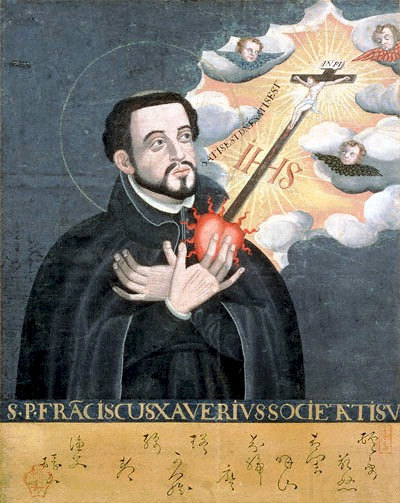
Franz Xaver († 1552)

- 0298: Cassian von Tanger, römischer Märtyrer, eventuell Schreiber (traditionell angenommener Tag)
- 0650: Birinus, erster Bischof von Wessex
- 0741: Attala, Äbtissin des Klosters St. Stephan in Straßburg und Heilige der Katholischen Kirche
- 0794: Sola, Missionar im Frankenreich, Abt von Solnhofen, Heiliger der katholischen Kirche
- 1027: Walter, Bischof von Speyer
- 1038: Emma von Lesum, mildtätige Gutsbesitzerin, erste namentlich nachweisbare Bremerin
- 1099: Osmund von Sées, Lordkanzler und Heiliger
- 1125: Berengar I. von Sulzbach, enger Berater Heinrichs V. und Begründer der Stifte Berchtesgaden, Baumburg und Kastl
- 1137: Lothar III., deutscher Kaiser
- 1154: Anastasius IV., Papst
- 1202: Konrad I. von Querfurt, Bischof von Hildesheim und Bischof von Würzburg
- 1202: Myeongjong, 19. König des koreanischen Goryeo-Reiches
- 1266: Heinrich der Weiße, Herzog von Schlesien–Breslau
- 1388: Peter Stromer, deutscher Rats- und Handelsherr, Schöpfer der Nürnberger Nadelwald-Saaten
- 1399: Nikola Radonja, serbischer Magnat
- 1463: Louis II. de Chalon, Fürst von Orange
- 1497: Georg von Stein, oberschwäbischer Adliger

### 16. bis 18. Jahrhundert
- 1511: Johann Pfotel, deutscher Rechtsgelehrter und Diplomat
- 1532: Ludwig II., Pfalzgraf und Herzog von Pfalz-Zweibrücken
- 1535: Raymund Fugger von der Lilie, Augsburger Patrizier, Reichsgraf und Kunstsammler
- 1552: Francisco de Xavier, spanischer Missionar in Asien, Mitbegründer der Gesellschaft Jesu
- 1562: Simon Pistoris der Jüngere, deutscher Jurist und Kanzler des Herzogtums Sachsen
- 1614: Lazarus Röting, deutscher Maler
- 1620: Janusz Radziwiłł, litauischer Magnat und Rebell
- 1632: Ernst von Anhalt-Bernburg, Obrist im Dreißigjährigen Krieg
- 1658: Johannes Micraelius, deutscher Dichter und Philosoph
- 1660: Jacques Sarazin, französischer Bildhauer

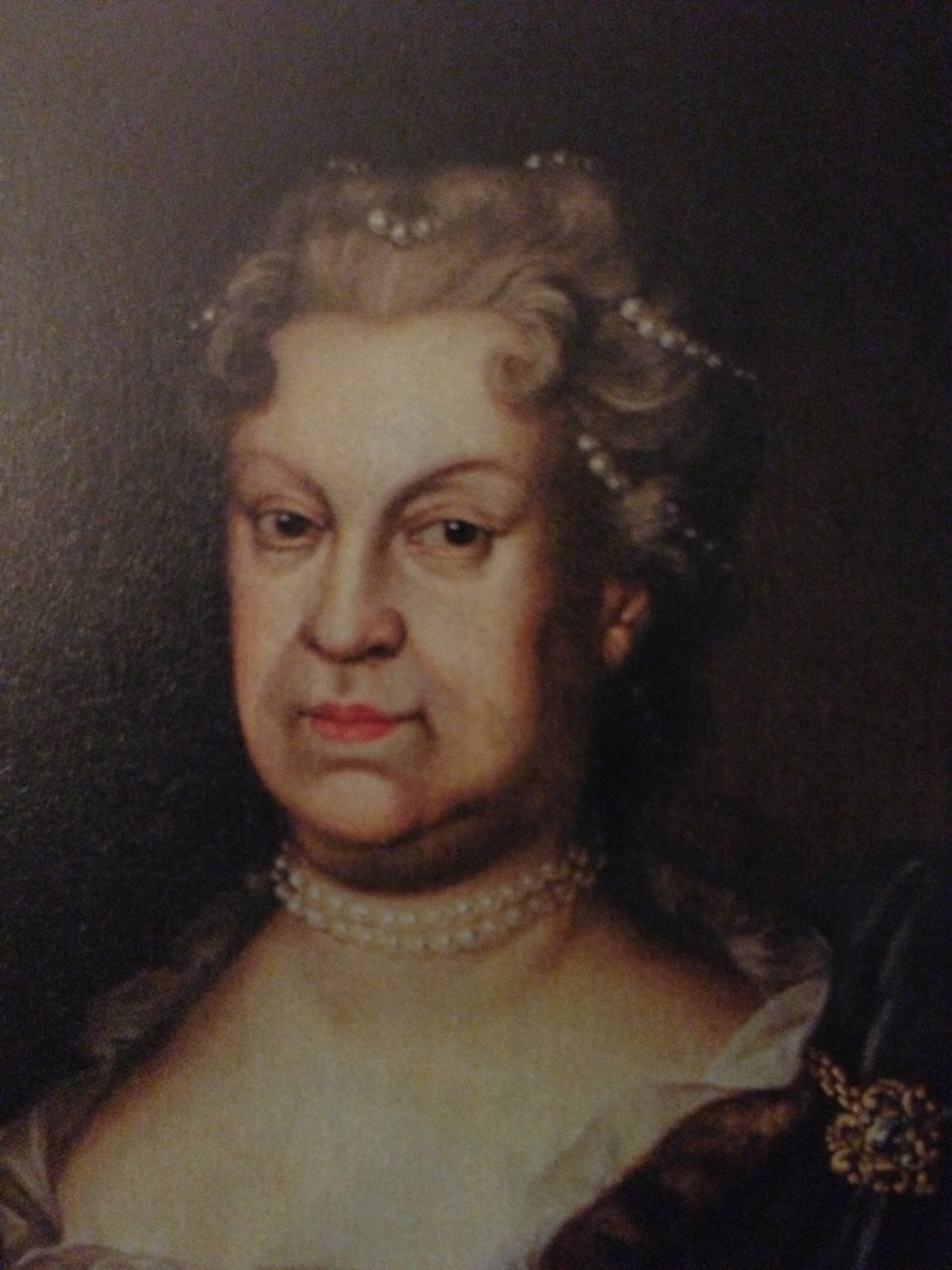
Aemilie Juliane Gräfin von Schwarzburg-Rudolstadt († 1706)

- 1700: Konrad Tiburtius Rango, deutscher Theologe und Naturforscher
- 1706: Æmilie Juliane von Barby-Mühlingen, Reichsgräfin von Schwarzburg-Rudolstadt, Dichterin geistlicher Lieder
- 1736: Franz Bernhard Altenburger, süddeutscher Maler
- 1739: Christian Wermuth, deutscher Medailleur
- 1740: Wilhelm Ludwig Bardili, Bürgermeister von Heilbronn
- 1742: Claude Aubriet, französischer Naturmaler und Botaniker
- 1744ː Rosina Dorothea Schilling-Ruckteschel, pietistische Schriftstellerin
- 1753: Richard Boyle, 3. Earl of Burlington, britischer Adeliger, Architekt und Gartendesigner
- 1754: Karl Emanuel von Wattenwyl, Schultheiss von Bern
- 1761: Adolf Jasper von Ahlefeldt, Domherr des Domkapitels des Lübecker Doms
- 1771: Jakob Wosky von Bärenstamm, sorbischer Geistlicher, Administrator des Bistums Meißen in den Lausitzen
- 1787: Anton IV. von Montfort, deutscher Adeliger
- 1787: Philipp Erasmus Reich, deutscher Buchhändler und Verleger
- 1791: Christian Georg Schütz der Ältere, deutscher Maler und Kupferstecher
- 1799: Niklaus Friedrich von Steiger, letzter Schultheiss des alten Bern

### 19. Jahrhundert
- 1817: August Eberhard Müller, deutscher Komponist und Thomaskantor
- 1823: Giovanni Battista Belzoni, italienischer Abenteurer
- 1828: Deocar Schmid: deutscher Geistlicher und Missionar
- 1839: Friedrich VI., König von Dänemark und Norwegen
- 1853: Nicolás Rodríguez Peña, argentinischer Politiker
- 1853: Joseph Anton Rhomberg, österreichisch-deutscher Maler, Zeichner und Graphiker
- 1854: Johann Peter Eckermann, deutscher Dichter und Schriftsteller, redaktioneller Mitarbeiter Goethes
- 1857: Christian Daniel Rauch, deutscher Bildhauer
- 1866: Johann Wenzel Kalliwoda, böhmischer Komponist
- 1873: Eduard Wilhelm Breitfeld, sächsischer Unternehmer, Kommerzienrat und Landtagsabgeordneter
- 1876: Hermann Köchly, deutscher Altphilologe
- 1885: Carl Rosenberg, dänischer Publizist und Historiker
- 1885: Pieter Harting, niederländischer Mediziner, Geologe, Hydrologe und Botaniker

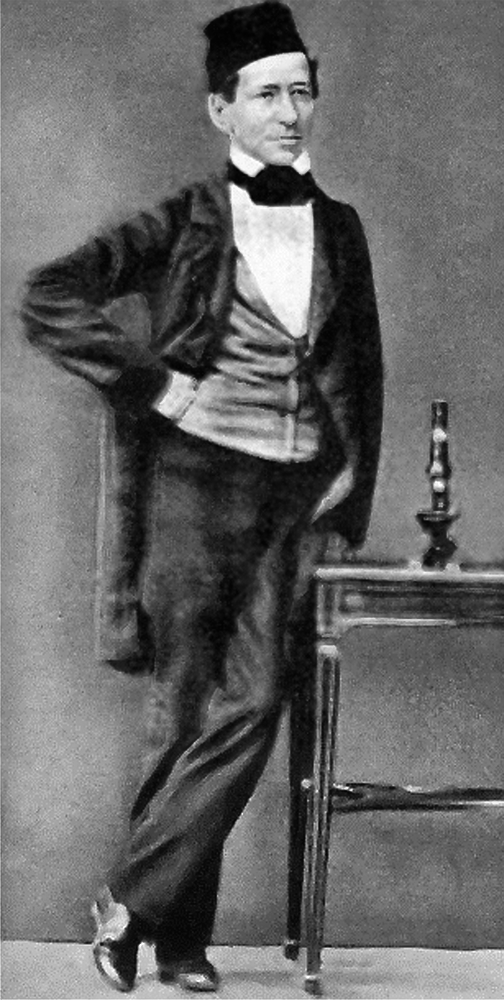
Carl Zeiß († 1888)

- 1888: Carl Zeiß, deutscher Mechaniker und Unternehmer, Gründer von Carl Zeiss
- 1890: Ludolf Camphausen, deutscher Unternehmer, Bankier und Ministerpräsident
- 1891ː Emma Poel, Mitbegründerin der organisierten Diakonie in Deutschland
- 1891: Wilhelm Kergel, österreichischer Altphilologe
- 1894: Robert Louis Stevenson, britischer Schriftsteller aus Schottland (Die Schatzinsel, Der seltsame Fall des Dr. Jekyll und Mr. Hyde)
- 1896: Paul André, Schweizer Politiker
- 1898: Auguste von Württemberg, württembergische Prinzessin
- 1899: Gregor Ata, libanesischer Erzbischof

### 20. Jahrhundert

#### 1901–1950

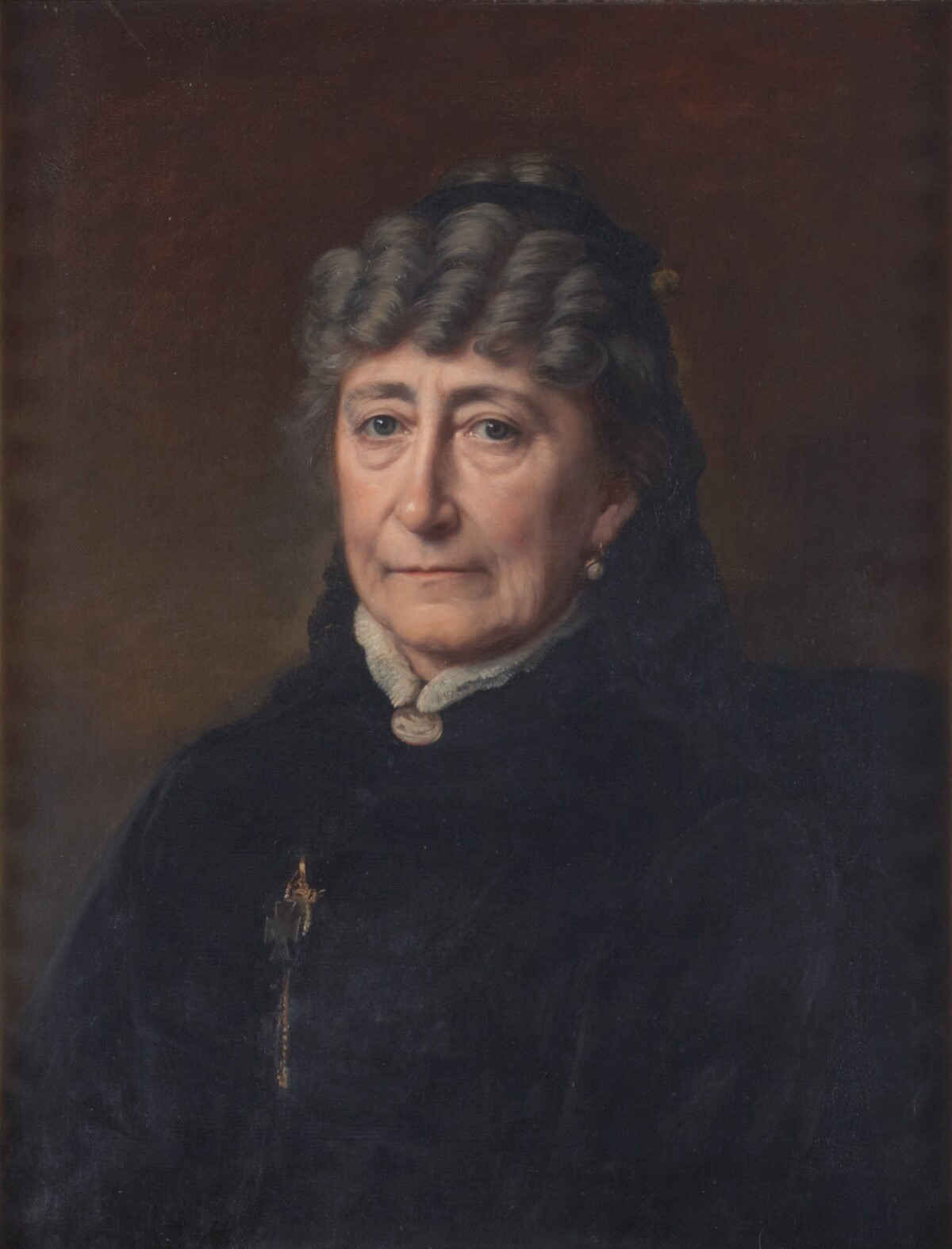
Lotte Hegewisch († 1903)

- 1901: Theodor von Lerber, Schweizer Pädagoge und Schulgründer
- 1902: Arno von Arndt, preußischer General der Infanterie
- 1903: Albrecht von Arnim, preußischer Adeliger und Politiker
- 1903ː Lotte Hegewisch, deutsche Schriftstellerin und Mäzenin
- 1907ː Amalie Schramm, Koloratursopranistin und Schauspielerin
- 1910: Mary Baker Eddy, US-amerikanische Autorin und Religionsgründerin
- 1915: Antonio Knauth, deutsch-amerikanischer Rechtsanwalt
- 1916: Victor Occellier, amerikanisch-kanadischer Sänger
- 1918: Hermann Heinrich Fitting, deutscher Jurist

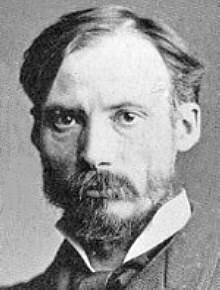
Pierre-Auguste Renoir († 1919)

- 1919: Pierre-Auguste Renoir, französischer Maler
- 1919: Heinrich Schenkl, österreichischer Altphilologe
- 1920: William de Wiveleslie Abney, britischer Chemiker und Fotograf
- 1923: Theodor Haarbeck, deutscher evangelischer Theologe
- 1923: Rosita Mauri, spanische Tänzerin und Tanzlehrerin
- 1925ː Zinaida Jurjewskaja, russisch-estländische Sopranistin
- 1925: Giacomo Setaccioli, italienischer Komponist
- 1930: Václav Laurin, tschechischer Mechaniker und Fabrikant
- 1931: Justin Elie, haitianischer Komponist und Pianist
- 1932: Charles Henri Hubert Spronck, niederländischer Mediziner
- 1935: Milman Parry, US-amerikanischer Altphilologe und Homer-Forscher
- 1937: Werner Körte, deutscher Chirurg
- 1938: Antonia Pozzi, italienische Dichterin
- 1939: Louise, Duchess of Argyll, Mitglied der britischen Königsfamilie
- 1940: Leokadia Kaschperowa, russische Pianistin, Komponistin und Musikpädagogin

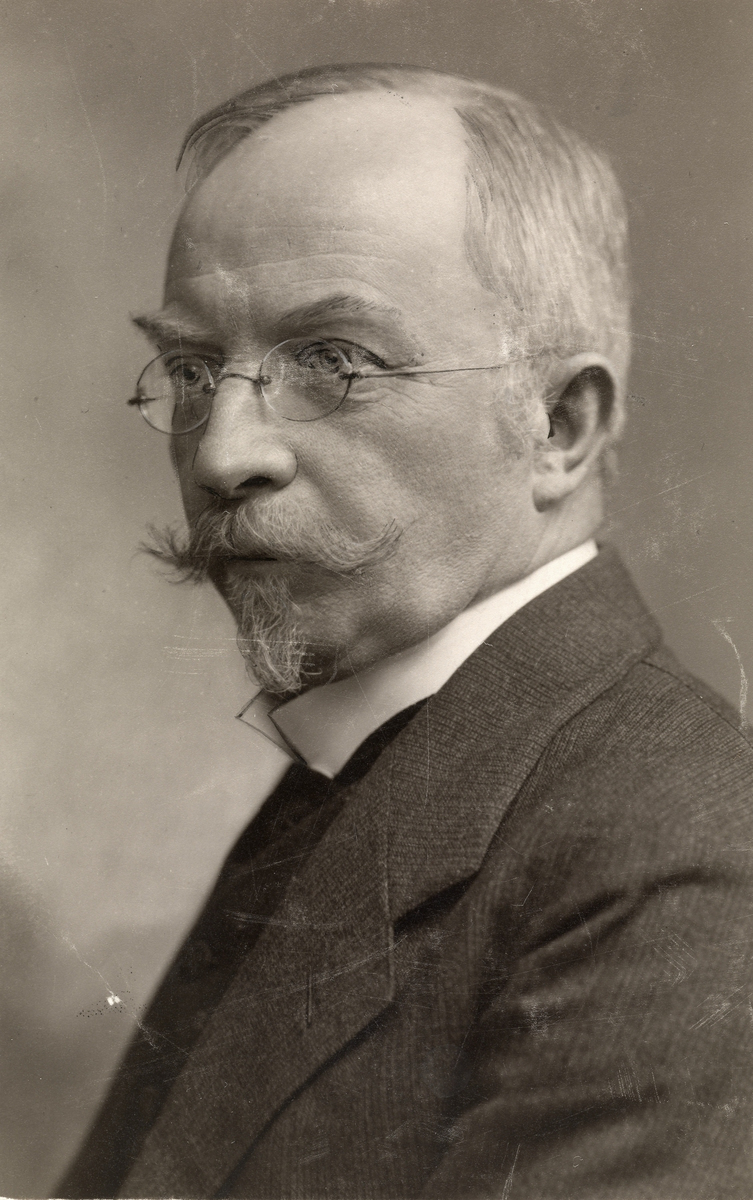
Christian Sinding († 1941)

- 1941: Christian Sinding, norwegischer Komponist
- 1942: Arthur Berson, deutscher Meteorologe
- 1942: Wilhelm Peterson-Berger, schwedischer Komponist und Musikkritiker
- 1943: Henryk Trzonek, polnischer Bratschist
- 1944: Andreas von Griechenland, Prinz von Griechenland und Dänemark
- 1945: Adam Stegerwald, deutscher Mitbegründer der christlichen Gewerkschaften
- 1949: Philip Barry, US-amerikanischer Dramatiker
- 1949ː Maria Ouspenskaya, russisch-amerikanische Schauspielerin, die zweimal für den Oscar nominiert war

#### 1951–2000
- 1952: Vladimír Clementis, slowakischer Politiker, Jurist, Schriftsteller und Übersetzer
- 1952: Otto Fischl, tschechoslowakischer Politiker
- 1952: Josef Frank, tschechoslowakischer Gewerkschafter
- 1952: Ludvík Frejka, tschechischer Politiker und Publizist
- 1952: Walter Granzow, deutscher Landwirt, Gutsbesitzer, Politiker der NSDAP und SS-Brigadeführer
- 1952: Otto Katz, tschechoslowakischer Autor und Agent der Sowjetunion
- 1952: Rudolf Margolius, tschechoslowakischer Außenhandelsminister
- 1952: Rudolf Slánský, Generalsekretär der KP der Tschechoslowakei
- 1952: Otto Šling, tschechoslowakischer Politiker
- 1953: Karl Wilhelm Specht, deutscher General der Infanterie
- 1955: Maurice Archambaud, französischer Radrennfahrer
- 1955: Richard Aßmann, deutscher Schauspieler
- 1955: Pier Ferdinando Casini, italienischer Politiker
- 1957: Edward Larrabee Adams, US-amerikanischer Romanist und Provenzalist
- 1961: Helene Voigt-Diederichs, deutsche Schriftstellerin
- 1962ː Frieda Lehndorff, deutsche Schauspielerin bei Bühne und Film
- 1965: Erich Hans Apel, deutscher Politiker
- 1967: Annette Kolb, deutsche Schriftstellerin und Pazifistin
- 1968: Antonín Borovička, tschechischer Komponist
- 1972: Frederick Lee Hisaw, US-amerikanischer Zoologe und Endokrinologe
- 1976: Frauke Missfeldt-Bünz, deutsche Malerin
- 1977: Jack Beresford, britischer Ruderer
- 1982: Louis Auriacombe, französischer Dirigent
- 1982: Dora Dunkl, deutsch-österreichische Schriftstellerin
- 1982: Adalbert Tägtmeyer, deutscher General
- 1983: Angelika Hauff, österreichische Schauspielerin

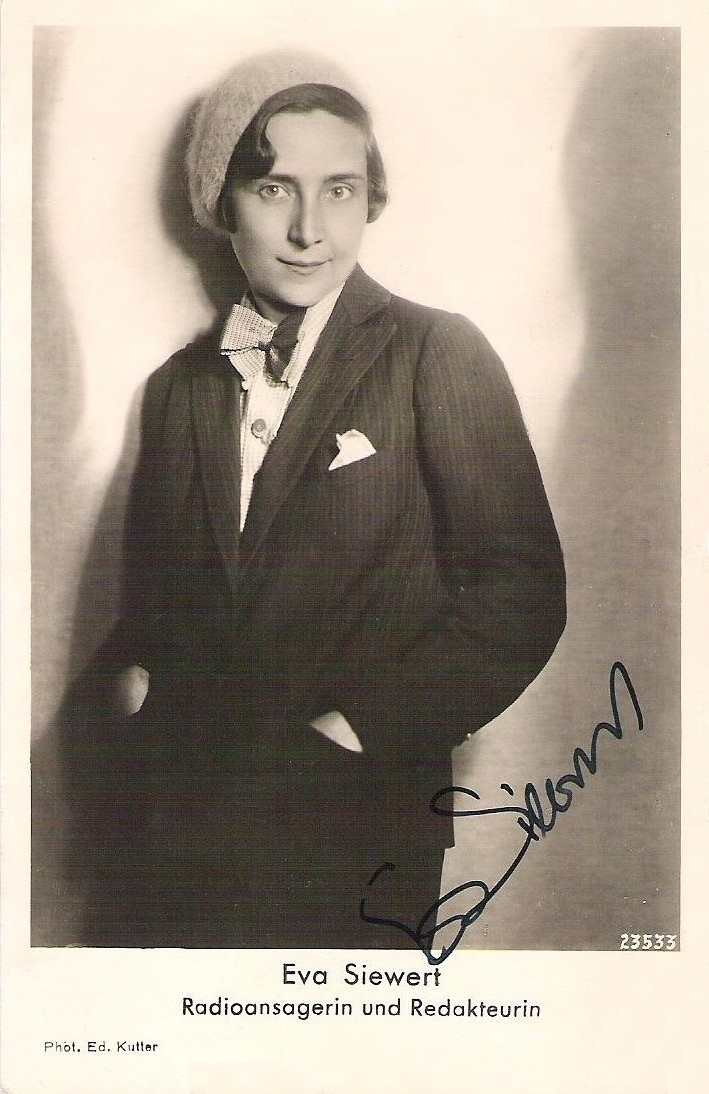
Eva Siewert († 1994)

- 1986: Theodor Zeller, deutscher Maler und Graphiker
- 1987: Christine Busta, österreichische Lyrikerin
- 1989: Mario Astorri, italienischer Fußballspieler und -trainer
- 1990: Rolf Hansen, deutscher Filmregisseur
- 1990: Henriette Morineau, brasilianische Schauspielerin
- 1992: Nureddin al-Atassi, syrischer Politiker, Präsident, Premierminister
- 1994: Michael Dacher, deutscher Bergsteiger
- 1994ː Eva Siewert, deutsche Journalistin, Schriftstellerin, Radiosprecherin und Opernsängerin
- 1997: Benito Jacovitti, italienischer Comiczeichner
- 1998: Paolo Enrico Arias, italienischer Klassischer Archäologe
- 1998: Albert Leman, russischer Komponist
- 1998: Graham Townsend, kanadischer Fiddler, Mandolinist, Pianist und Komponist
- 1999: Eckart Afheldt, deutscher Militär
- 1999: Scatman John, US-amerikanischer Sänger
- 1999: Edmond Safra, libanesisch-brasilianischer Bankier
- 2000: Gwendolyn Brooks, US-amerikanische Schriftstellerin

### 21. Jahrhundert
- 2001: Juan José Arreola Zúñiga, mexikanischer Schriftsteller
- 2001: Grady Martin, US-amerikanischer Gitarrist
- 2001: Wolfgang Sand, deutscher Brigadegeneral, Unterabteilungsleiter im Bundesnachrichtendienst
- 2001: Horst Winter, deutsch-österreichischer Musiker
- 2002: Klaus Löwitsch, deutscher Schauspieler
- 2002: Glenn Quinn, US-amerikanischer Schauspieler
- 2003: Winfred Gaul, deutscher Künstler
- 2003: David Hemmings, britischer Schauspieler
- 2003: Otto Schlecht, deutscher Staatssekretär
- 2004: Maria Perschy, österreichische Schauspielerin
- 2004: Josef Schwammberger, deutscher SS-Unteroffizier, Ghetto- und KZ-Leiter, Massenmörder
- 2004: Marek Stachowski, polnischer Komponist und Hochschullehrer
- 2005: Lance Dossor, britisch-australischer Pianist und Professor
- 2005: Herbert Hax, deutscher Ökonom und Wirtschaftswissenschaftler
- 2006: Logan Whitehurst, US-amerikanischer Schlagzeuger und Sänger
- 2007: Arthur Eugene Arfons, US-amerikanischer Dragster- und Powerboat-Rennfahrer
- 2008: Yrjö Asikainen, finnischer Fußballspieler
- 2008: Germain Lefebrve, kanadischer Sänger, Chorleiter und Musikpädagoge
- 2009: Ibrahim Hassan Addow, somalischer Politiker und Minister
- 2009: Richard Todd, britischer Schauspieler
- 2010: Hugues Cuénod, Schweizer Tenor
- 2010: Cora Sadosky, argentinische Mathematikerin
- 2011: Dev Ānand, indischer Schauspieler, Regisseur und Produzent
- 2011: Vera F. Birkenbihl, deutsche Managementtrainerin und Autorin
- 2011: Peter Zinsli, Schweizer Komponist, Kapellmeister und Schwyzerörgelispieler
- 2012: Leo Rajendram Antony, sri-lankischer Bischof
- 2013: Paul Aussaresses, französischer General
- 2014: Ian McLagan, britischer Musiker
- 2015: Willi Vordenbäumen, deutscher Fußballspieler
- 2015: Scott Weiland, US-amerikanischer Rockmusiker
- 2018: Markus Beyer, deutscher Boxer
- 2018: Albert Frère, belgischer Unternehmer
- 2019ː Félicienne Lusamba Villoz-Muamba, kongolesisch-schweizerische Juristin und Politikerin
- 2020: Jutta Lampe, deutsche Schauspielerin
- 2021: Lamine Diack, senegalesischer Sportfunktionär
- 2021: Horst Eckel, deutscher Fußballspieler
- 2021: Peter Nagy, slowakischer Kanute
- 2022: Angelo Marciani, italienischer Wasserballspieler
- 2022: Älschan Scharmuchamedow, sowjetischer Basketballspieler
- 2023ː Glenys Kinnock, Baroness Kinnock of Holyhead, britische Politikerin (Labour Party), MdEP

## Feier- und Gedenktage
- Kirchliche Gedenktage
  - Hl. Francisco de Xavier, spanischer Adeliger, Apostolischer Nuntius und Schutzpatron (katholisch, anglikanisch, evangelisch: ELCA)
  - Æmilie Juliane von Barby-Mühlingen, deutsche Liederdichterin (evangelisch)
  - Hl. Cassian von Tanger, nordafrikanischer Märtyrer (katholisch, der evangelische Gedenktag ist am 28. Oktober)
  - Hl. Abbo von Auxerre, Mönch, Abt und Bischof (katholisch)

- Namenstage
  - Gerlinde

- Gedenktage internationaler Organisationen
  - Internationaler Tag der Menschen mit Behinderung (UNO) (seit 1993)

Weitere Einträge enthält die Liste von Gedenk- und Aktionstagen.